# 2016年旺角騷亂
2016年旺角騷亂，香港政府稱旺角暴動、旺角暴乱，其他媒體又稱旺角衝突、旺角大衝突或旺角黑夜，親本土派稱爲魚蛋革命、魚蛋騷亂、旺角起義、旺角大起義。另外，由於當年事發時是在丙申年，因此也有人稱之為丙申旺角事變。是一場在2016年2月8日夜晚至2月9日早晨（農曆新年年初一至年初二之夜）於香港旺角發生的警民衝突事件，其中由警方開始對人群動武從而開始衝突。
政府方面表示，事件爆發的導火線是食物環境衞生署（食環署）於新年巡邏期間被圍堵、辱罵及衝擊，需要警方協助，後來食物及衛生局局長高永文表示“食環當局未開始執法就被人圍堵”；而有不少報導指起因是食環署因為取締新年出現的無牌熟食小販，與在場人士發生衝突，因而向警方求助。起初只有小規模衝突，後來警隊移來高台準備實施人群管制時，人群開始堵塞馬路並與警方發生推撞。警方之後動用胡椒噴霧及警棍驅散人群，而示威者開始使用木板、磚頭、火種、玻璃瓶、垃圾桶等雜物襲擊警方，並縱火焚燒雜物阻擋警察推進，有記者被警方和示威者襲擊，有觀點將示威者和警察分別稱呼為「暴徒」和「黑警」。有警員為阻止示威者，兩度向天鳴槍示警，並擎槍指向示威者，更激發示威者更大的對抗，衝突升級。事件造成警員、記者和示威者等多人受傷，數十名示威者被警方拘捕。最高峰時有700多名示威者結集，逾2,000塊地磚被撬。事件到2月9日早上8時後人群逐漸散去才落幕。香港中聯辦、香港特區政府、建制派將本次事件定性為暴亂，而香港民主派則意見不一，但偏向譴責政府和警察造成此次事件發生。香港法院裁定本次事件為暴動，多位參與行動的示威者被判暴動罪成，部分被判囚，其中一被告判囚7年，為香港開埠以來最重的暴動罪判刑。部分正候判，也有部分被通緝。

## 命名
香港本地主流傳媒，包括《蘋果日報》、now新聞台、有線新聞、香港電台、商業電台、亞視新聞、《信報》、《香港經濟日報》等以「旺角騷亂」稱呼；《明報》對此以「旺角大衝突」稱呼；而包括無綫新聞、《星島日報》、《文匯報》、鳳凰衛視及東方報業集團等傳媒則以「旺角暴亂」稱呼，南華早報稱之為「Mong Kok Mob Violence」（群眾／暴民暴力），外國媒體則稱以“Fishball Revolution”（魚蛋革命）或“Fishball Riot”（魚蛋暴動）作標題報道。香港特區政府則定性事件是一場「暴亂」。香港法院亦將事件判定為「暴動」：2016年3月16日，法官沈小民裁決指，根據《公安條例》第19條，如任何參與非法集結的人破壞社會安寧，該集結即屬於暴動。該晚已有暴力行為出現，已破壞社會安寧，不用等到有人受傷才算暴動。

## 背景

### 小販政策
在1960－70年代，香港處於經濟起飛初期，就業機會追不上人口增長，低下階層為了自力更生，走到街頭賣熟食和日用品，街頭販檔盛行，從事小販行業的約有30多萬人，更佔當時全港勞動人口的20%。
政府由1946年開始發出小販牌照；其後在1970年代小販數目劇增，因此曾於1975年在通菜街（即女人街）劃定小販擺賣區。1980年代起，食環署因市容和衞生等理由停發小販牌照，並加強取締非法的街頭熟食小販。在2014年，被法庭定罪的無牌小販個案有28,206宗，而且有上升趨勢。截至2015年1月，全港僅餘約6300名持牌小販。食物及衛生局局長高永文於2015年3月在香港立法會小販政策小組委員會上指出，政府認為小販可促進經濟多元，不應取締，但由於管理困難，故並無打算重新發牌。另外，他亦建議當局正考慮設立地區主導的露天小販市場和夜市。雖然政府於2015年推出《旅遊事務署－美食車先導計劃》，本希望可以緩和牌照不足情況，但是入場費可高達數十萬元，令许多小販無力负担。

### 流動熟食小販

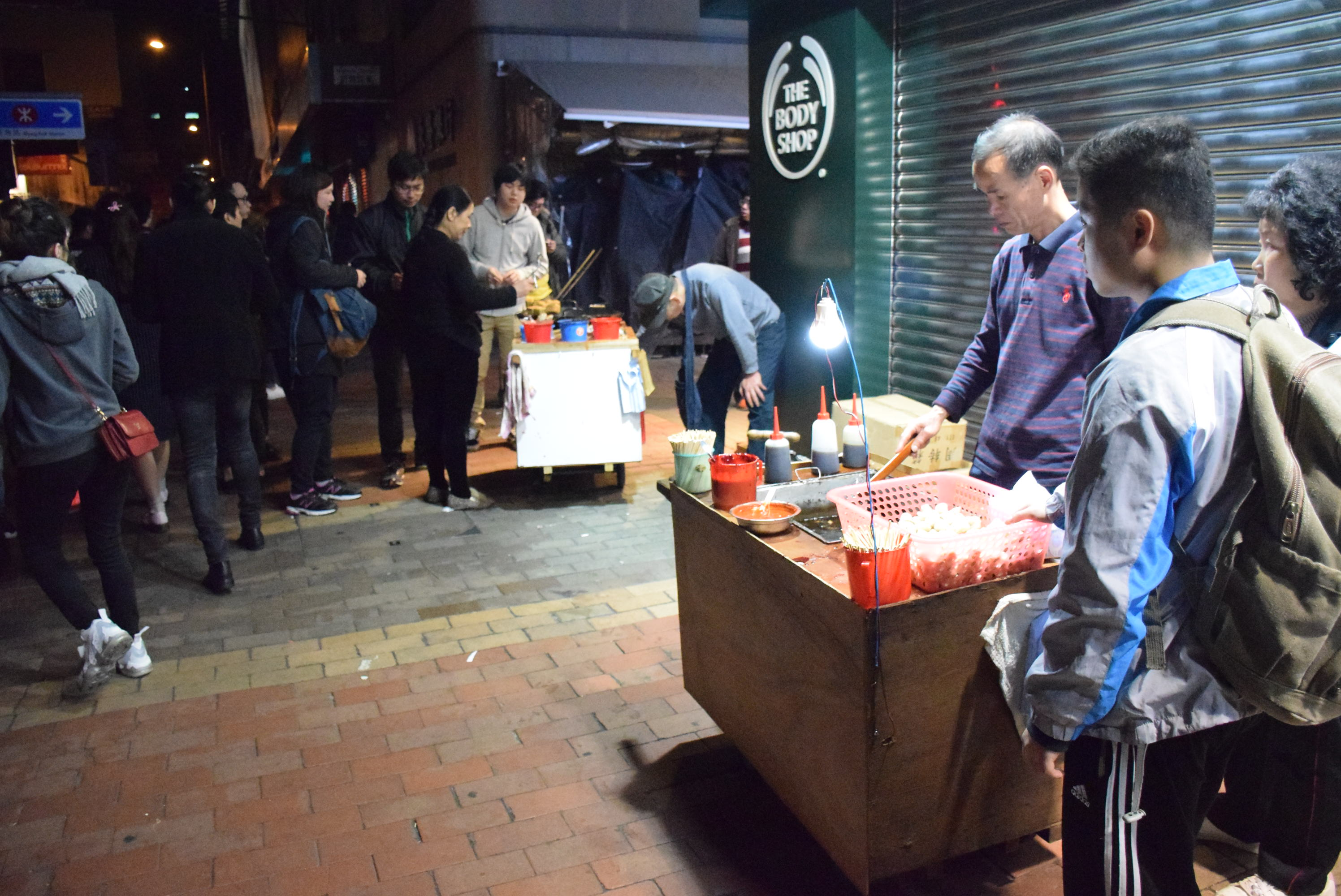
香港旺角街頭的流動熟食小販

在第二次世界大戰後，大量基層難民湧入香港，產生流動熟食小販大量的供應和需求。當時港英政府大量發放流動小販牌照。1979年，港英政府因環境衛生、交通擁堵等問題停止發放流動小販牌照。1993年，兩個市政局給予主動交回牌照的流動小販一筆過特惠金補償，並重組一般事務隊為小販管理隊，打擊無牌小販。不過，隨著香港人身份的強化、本土主義的興起，並且原先由流動熟食小販售賣的街頭小食進入街舖、快餐店、酒樓、便利店、高級食肆，成為了香港獨特文化，更拓展至中國大陸和海外，港式街頭小食和流動熟食小販開始受到部份香港人懷緬和捍衛。在1997年香港主權移交前，兩個有實權市政局已全民直選，卻在1999年12月31日和市政總署一同被解散，權力集中至行政長官和其下的行政部門，香港市民不能主導和監督市政政策，後來出現以街頭運動方式捍衛流動熟食小販文化。
過往雖然在法例上不准許無牌流動熟食小販擺賣，但在也執行上並不禁絕。每逢新年期間出現的流動熟食小販也形成傳統。港英時代，公務員相對於小市民，每一位公務員背後有龐大的實力支撐權力的實行，卻有不成文的放寬慣例，農曆新年有流動熟食小販是其中一個現象。

### 農曆新年夜市

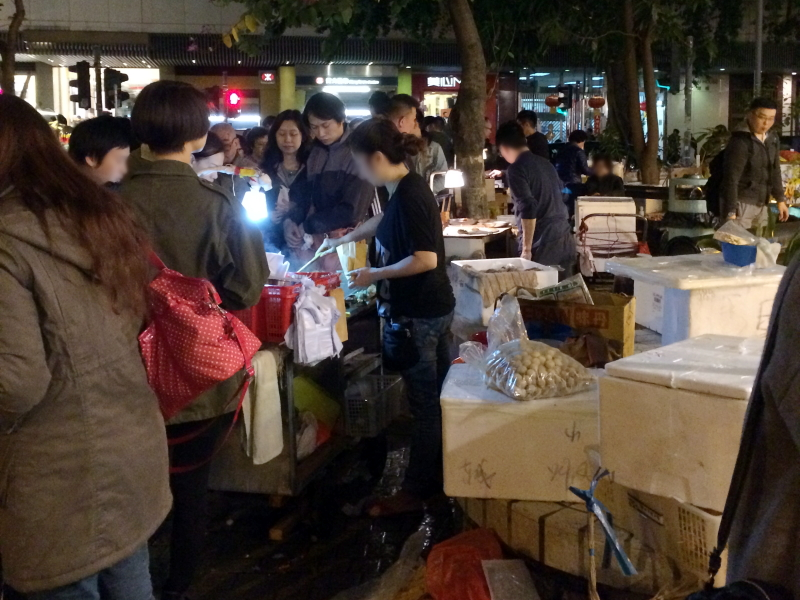
每逢農曆新年期間，九龍黃大仙巴士總站外都有大批熟食小販借地營業，人流不絕 (2015年)

每逢農曆新年期間，不少食肆暫停營業（休市），特別在1998年以前的年初一，絕大部份食肆均會休業。此外，部份在新春期間仍然營業的食肆加收額外附加費。雖然2000年後較多食肆年中無休，但大多屬於連鎖食肆，部份個體經營的食肆仍在假期間休業，因此香港市民對熟食小販有一定需求。
2016年以前，每逢農曆新年期間，深水埗桂林街的店舖大部份都會休息，所以都會有大批熟食小販借地營業，吸引不少市民光顧，引成頗具規模而且相比政府年宵花市更墟冚的「桂林夜市」。而屯門良景邨、富泰邨、上水彩園邨、前牛頭角下邨附近橋底，黃大仙巴士總站外及小西灣邨巴士總站等處都有小販擺賣，農曆年間人流不絕。

### 小販管理問題
2000年前，農曆新年假期期間，市政局和區域市政局（食物環境衞生署的前身）的小販管理隊職員和房屋署職員大多休假，形成真空期，造就不少熟食小販在農曆新年假期借地營業，沒有人因此而被拘捕。2000年至2006年期間，儘管食物環境衞生署（食環署）相關的職員、警方和房屋署職員沒有休假，基於農曆新年氣氛而很少在農曆新年期間採取執法行動。
農曆新年假期以外時間（包括晚上）因有職員當值，所以無牌小販很少在該時間營業。
自2006年至2011年期間，已發生多宗食物環境衞生署與小販之間的衝突事件。當中曾有小販因逃避食環署人員追捕時跳河溺斃。而食環署辦事手法以往也不受市民所接受，市民為替小販不值而圍堵起哄的場面亦屢見不鮮。
而領展2013年底起於上水彩園商場的行人天橋通道架設欄杆，防止小販內進。而房屋署在屯門友愛邨架設多層三角鐵馬陣，再用鐵鏈鎖上，防止小販擺賣。
近年，食環署因熟食小販無牌經營、不衞生、阻街、造成嘈音等原因，大力取締新春夜間擺賣的小販。
在2014年農曆新年，食環署人員曾突擊巡查，後帶走一名小販及檢獲走多部木頭車。雖然如此，取締行動引起在場市民不滿，有人高呼「阻人搵食，與民為敵」；在食環署人員離開後半小時，小販亦重新營業，攤檔恢復熱鬧，可見打擊行動效果不彰。
深水埗區議會曾於2014年11月在環境及衞生委員會上討論相關問題，當時食環署人員在場，建制派議員在會上因當區居民投訴，提出農曆新年時對無牌小販「零容忍」，最終建制派佔多數的委員會傾向這個立場。不過，當時任該區區議員、民協的馮檢基表示食環署應酌情批准售賣乾貨的小販在農曆新年營業。另外，基層墟市聯盟發言人趙羨婷指基層市民在政府拒絕批發小販牌照和興建新街市的情況下，無從維生才以身試法，令桂林夜市日益蓬勃；而且市民對小販夜市需求亦越來越高。因此，她批評「零容忍」方針只會令民怨加劇。

### 支持小販團體的民間活動
2015年，至少有3個民間組織將聯手撑小販，聲稱將於年初二於深水埗擺地攤撑小販，呼籲街坊支持。

### 雨傘運動
有評論認為，2014年雨傘運動的失敗導致開始有人和組織主張使用武力達到訴求，承接「雨傘革命」出現「魚蛋革命」。
2014年佔領中環期間，示威者與警方衝突。有示威者和途人被香港警方以警棍、長盾陣等武器導致受傷流血，亦有報導指責期間有警察協助和放走襲擊示威市民和路人的黑社會人員，有警察群捉拿單獨示威者至暗角毆打，往後對此反感的人士以「黑警」一詞稱呼香港警察。
經歷過雨傘運動，武力手法愈來愈被一些組織和個人參與者接受，有團體主張要：“有勇氣，不退縮，遇暴力無理對待要還擊，勇武抗爭，以武制暴”。

## 經過

### 召集
2016年2月8日晩上前，本土民主前線、時任學民思潮成員周庭、社運人士劉小麗等人分別透過Facebook等社交網站呼籲民眾晚上至旺角一帶捍衞旺角夜市或惠顧小販。高峰期約有超過300名市民在場。

### 集會
2016年2月8日（農曆正月初一）晚上9時，約有10名本土民主前線成員抵達現場，以黑布蒙面護送被食環署驅趕至後巷的小販重回大街擺賣。
晚上10時左右，10多檔無牌熟食小販於朗豪坊對開的砵蘭街擺檔，報導指食環署人員到場執法驅趕，引起在場聲援小販的本土民主前線成員及大批市民不滿，又有數十人以粗口對在朗豪坊外站崗的食環署職員指罵，例如大罵他們趕走小販，更有人用懷疑載有滾油及明火煮食工具的熟食檔木頭車撞向食環署職員，基於人身和公眾安全理由，食環署職員要求警方介入協助。又有多名身穿寫有「本土民主前線」外套，帶上口罩的男子在場聲援小販，並一度與警方對峙。其後，政府發表聲明指小販管理隊當時只執行一般巡邏工作，沒有對任何在場小販作出警告、拘控或掃蕩。
混亂期間，一部的士駛入現場，不慎撞到一名路過的黃姓老伯腳部，引發在場人士起哄，人群此時又湧出馬路，阻止肇事的士離開，馬路一度擠滿行人，有的士塞在路上，無法前行。警方恐有人對該的士作出破壞，於是築成人牆將的士圍起，阻擋在場人士靠近。之後，有至少3輛警車抵達現場，市民一見警察下車，立即大聲指罵警察，又反拍在場拍攝示威者容貌的警察。其後，警方以「交通意外」為由，欲協助的士駛離現場。由於市民認為警方應拘捕撞倒老伯的司機，而非用警力護送他離開，故群情洶湧。至晚上10時25分，警方拉起封鎖線及舉起黃旗警告市民不得越過，在場不少市民高呼「黑警」。後來，本土民主前線發言人黃台仰及其組織成員提出若警察答允向砵蘭街方向退後，便會開路讓的士離開。最後警員退後，的士亦順利離開，警察亦暫時撤後防線。
晚上10時40分，社運人士小麗和「腸粉大王」新哥移師到砵蘭街肯德基快餐店對開擺檔，並有10多人排隊光顧。
晚上11時半，在旺角朗豪坊對開的街頭夜市，警方突然推出鐵梯，在場支持小販擺賣的市民即時起哄。雙方對峙期間，警方展示三面紅旗，警告人群「停止衝撃，否則使用武力」。
晚上約11時45分，警察施放胡椒噴霧和揮動警棍，多人被胡椒噴霧濺中，當中包括記者和政界人士，如學民思潮成員周庭和社民連內務副主席黃浩銘，其中又有一名外國記者被射中，不斷以英語髒話辱罵警察。有本土民主前線成員其後立即拉出原本放在朗豪坊花槽外的大型花盤至街道上，自製「封鎖線」；其間亦有人把泥土擲向警員。混亂期間，又有售賣串燒的小販檔口被推跌，當中燒串燒用的炭和爐具跌在地上，一度冒煙著火，在場市民連忙撲救。
晚上接近翌日（2016年2月9日）十二時，警方部署高台，準備實施人群管制措施，期間有人起哄，情況混亂。警員一度施放胡椒噴霧、揮動警棍，警方隨後展示紅色警告旗號，配戴裝備的警員到前線支援，有人向警員投擲雜物，警員揮舞警棍驅散聚集人群。雙方在砵蘭街馬路對峙。本土派人士亦手持自製盾牌及長棍，有人向警員擲雜物，警員警告在場人士散去，而同為本土民主前線成員的立法會新界東補選候選人梁天琦則聲稱這是選舉遊行，拒絕離開，並衝擊警方防線，其間又有示威者由標示為食用油的罐傾倒一些液體到地上。警方指三人涉嫌襲警被捕，並有三名警員受傷。
事後，黃台仰憶述：「晚上10時的交通意外現場情况轉趨穩定，在11時多有警民關係科警員向他稱警方不會有行動，接近12時，警方突然在毫無預兆下，手持盾牌及胡椒噴霧自山東街方向進入，推跌甚至踩踏市民。」，明報記者向警方查詢，警方指沒有補充。
凌晨12時27分，本土民主前線在facebook專頁宣稱決定運用新界東地方選區補選候選人梁天琦之競選權力，即時於旺角舉行選舉遊行，並聲稱遊行人士少於30人，無需向政府申請，又呼籲請民眾隨即前往旺角支援。其後大批人士集結在砵蘭街馬路上，交通受阻。
凌晨0時31分，警察仍在朗豪坊對出馬路上戒備，多檔小販檔繼續營業。多名市民一度高呼「黑警」及「梁振英下台」。又有市民表示：「食下野都要俾你打，香港真悲哀」（吃東西也要被打，香港真是悲哀）。
凌晨1時45分，有人群衝向防暴警員，雙方發生衝突，有人向警員投擲雜物，警員動用武力將人群驅散，雙方當時仍然對峙，警方將防線由山東街向亞皆老街推進，前進至約100米，至朗豪坊對開，警員在路中築起盾牌。
凌晨1時59分，示威者於朗豪坊H&M外放置垃圾桶路障，交通受阻。

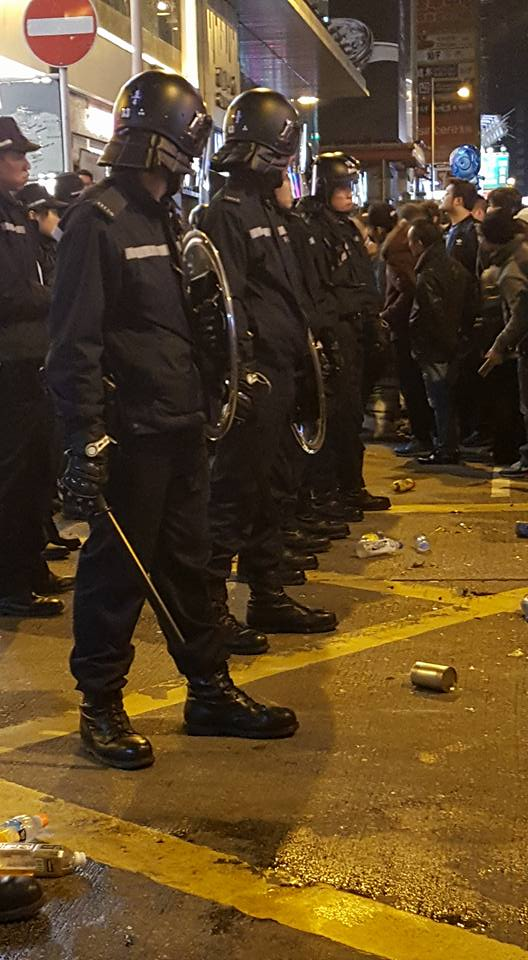
防暴警察於砵蘭街及山東街交界的後方盾牌陣

### 衝突升級
凌晨2時，雙方衝突升級。警方的防線逐漸向亞皆老街方向推進，其間多次施放胡椒噴霧，有示威者被推倒，混亂中有人受傷，有示威者試圖突破警方防線，將垃圾筒及雜物拖出亞皆老街，場面混亂，其後有人以垃圾桶及卡板在亞皆老街及上海街交界築起路障，稍後有人報稱被的士輾傷腳，交通警員處理期間，現場有示威者突然推撞警察，增援的警員被人包圍，一名示威者與警員糾纏間同時倒地，示威者向警員投擲雜物及垃圾桶，警員亦以武力還擊。其後有一名交通警員見情況失控，在亞皆老街及上海街交界處，拔出佩槍指向人群，向天開槍示警，警告持械的示威者停止衝擊。其後，有示威者指罵開槍警員，又有多名激動人士持木板衝向開槍警員。混亂中，交通警員再次向對空開槍，警察鳴槍示警後，轉用槍指着企圖襲警人士。示威者的情緒在開槍後更為失控，向警方投擲更大型的雜物，包括街邊的垃圾桶、小巴站路牌、卡板等，開槍警員在情況稍為受控後將槍頭指向地，後將手槍收回槍袋，由他的同袍護送離開現場，而受傷警員隨後被送上救護車。另外，本土民主前線發言人兼新界東地區補選候選人梁天琦在亞皆老街及上海街交界被捕，他被警員帶上警車後，車內的燈突然熄掉。
凌晨2時30分，大批增援警員趕到現場，將示威者驅散。人群情緒失控，有人在馬路中燃點雜物，冒出濃煙，在快富街與砵蘭街交界及彌敦道與奶路臣街交界，均出現焚燒雜物事件，分別由消防員及警員救熄。
凌晨2時40分，市民佔據彌敦道與亞皆老街交界十字路口，彌敦道南行三線全線封閉，
凌晨2時45分，在彌敦道有警員從後追打一名市民，導致她頭破血流。
凌晨3時，亞皆老街與彌敦道交界一帶交通停頓，大批示威者與警員發生衝突。凌晨03時01分，有群眾在彌敦道的恆生銀行外投擲垃圾桶，又有人被警察追打頭部，有人被打至頭破血流。警察一度分別在旺角工業貿易署大樓及亞皆老街近匯豐銀行拉起封鎖線，禁止市民走出馬路。當時彌敦道北行線已恢復通車，南行線繼續封閉，呼籲車輛往旺角道方向離開。
凌晨約3時30分，消防車曾經企圖駛進被縱火的位置以進行灌救，但遭在場人士阻止。部分人曾向保護消防人員的警務人員投擲磚頭，警員亦拾起磚頭還擊，雙方情緒失控。消防處方共調派消防人員136人次和消防車27架次到現場進行滅火，期間未有消防人員受傷。
凌晨約3時40分，示威者向警察投擲磚頭及玻璃樽，警員以長盾及警棍驅趕示威者，並多次施放胡椒噴霧。
凌晨約3時45分，明報記者登上一輛雙層巴士上層拍攝，期間有警員登車驅趕記者下車。當明報記者按警員指示離開巴士時，剛出車門便被現場警員用盾牌制服按地，隨即遭警棍毆打後腦及被腳踢。明報記者當時有配戴記者證，同時高聲表明身分，但警員沒有立即停止，反而仍毆打記者一會才肯放開，造成記者頭部受傷。

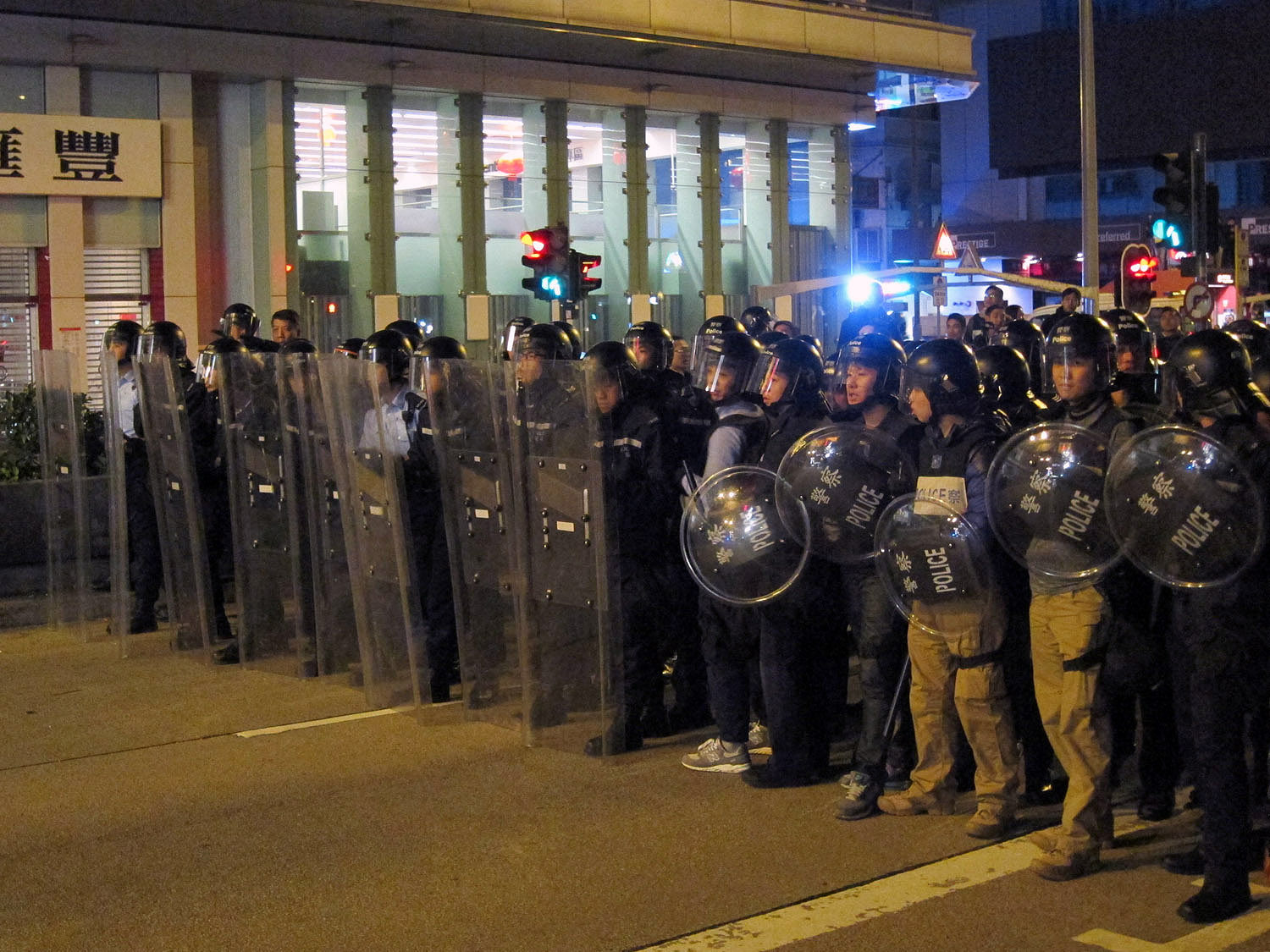
警方在彌敦道旺角匯豐大廈旁一字排開佈防
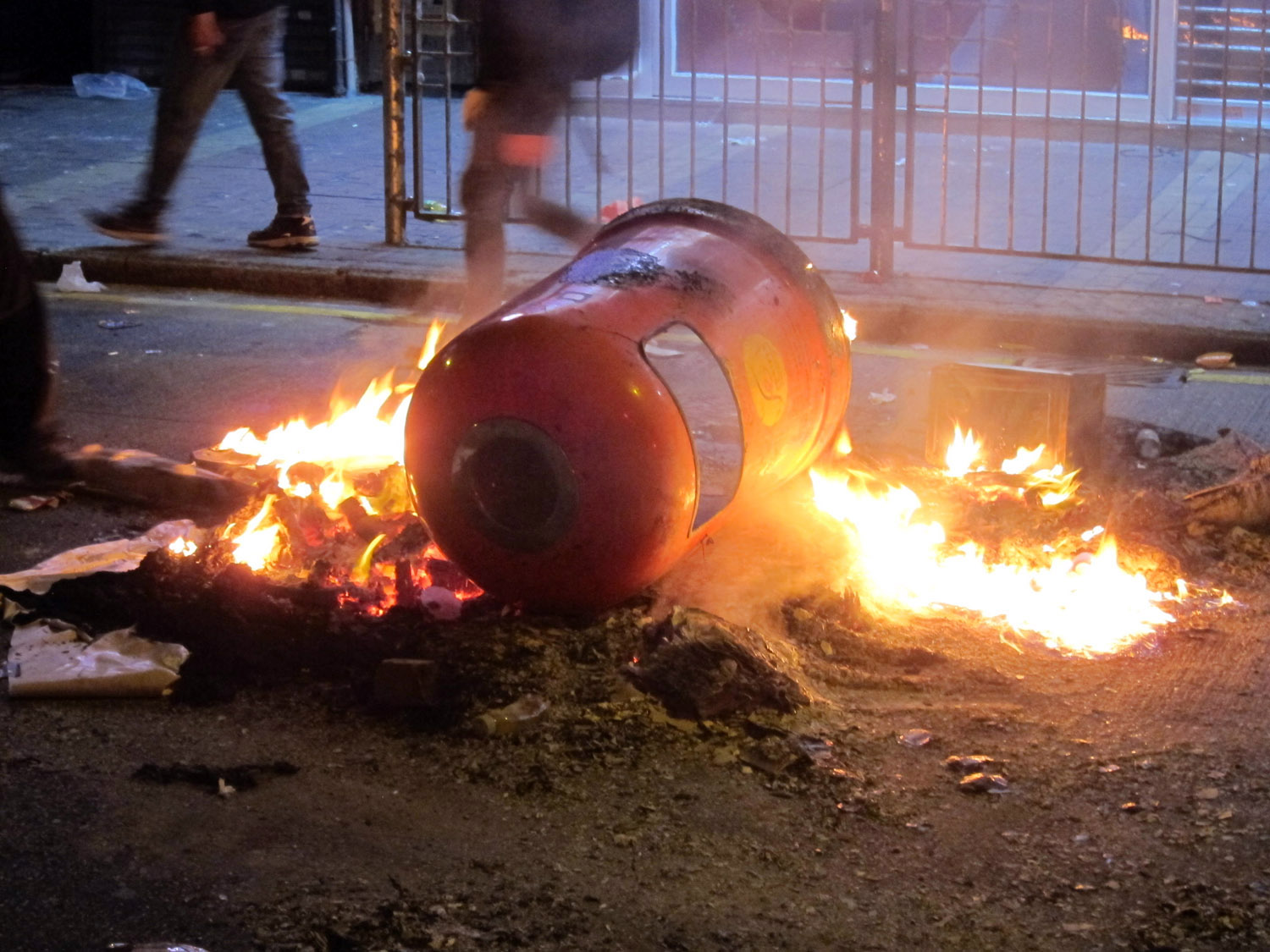
示威者在地上燃燒公物，包括垃圾箱
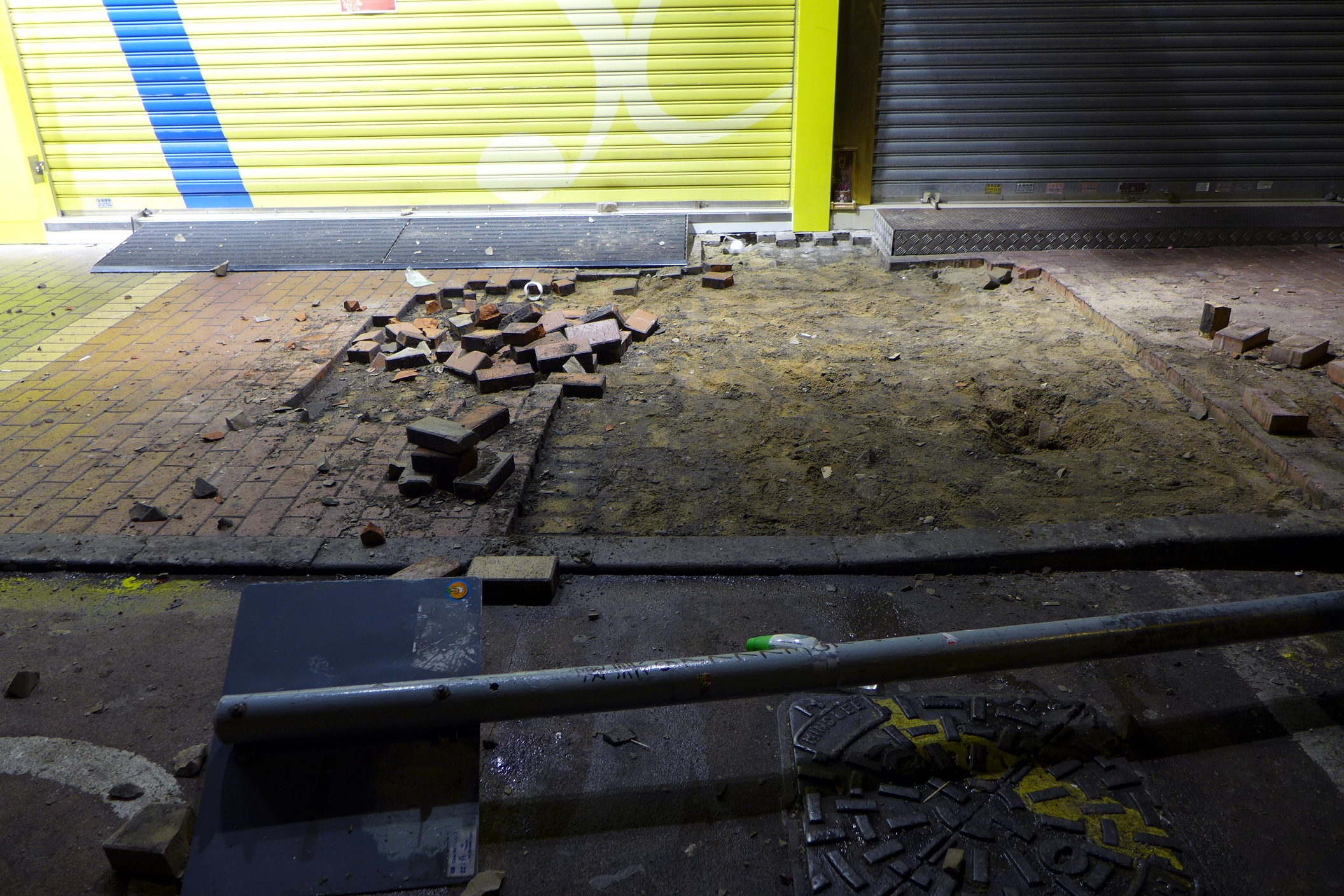
示威者掘起地磚，再放入垃圾桶
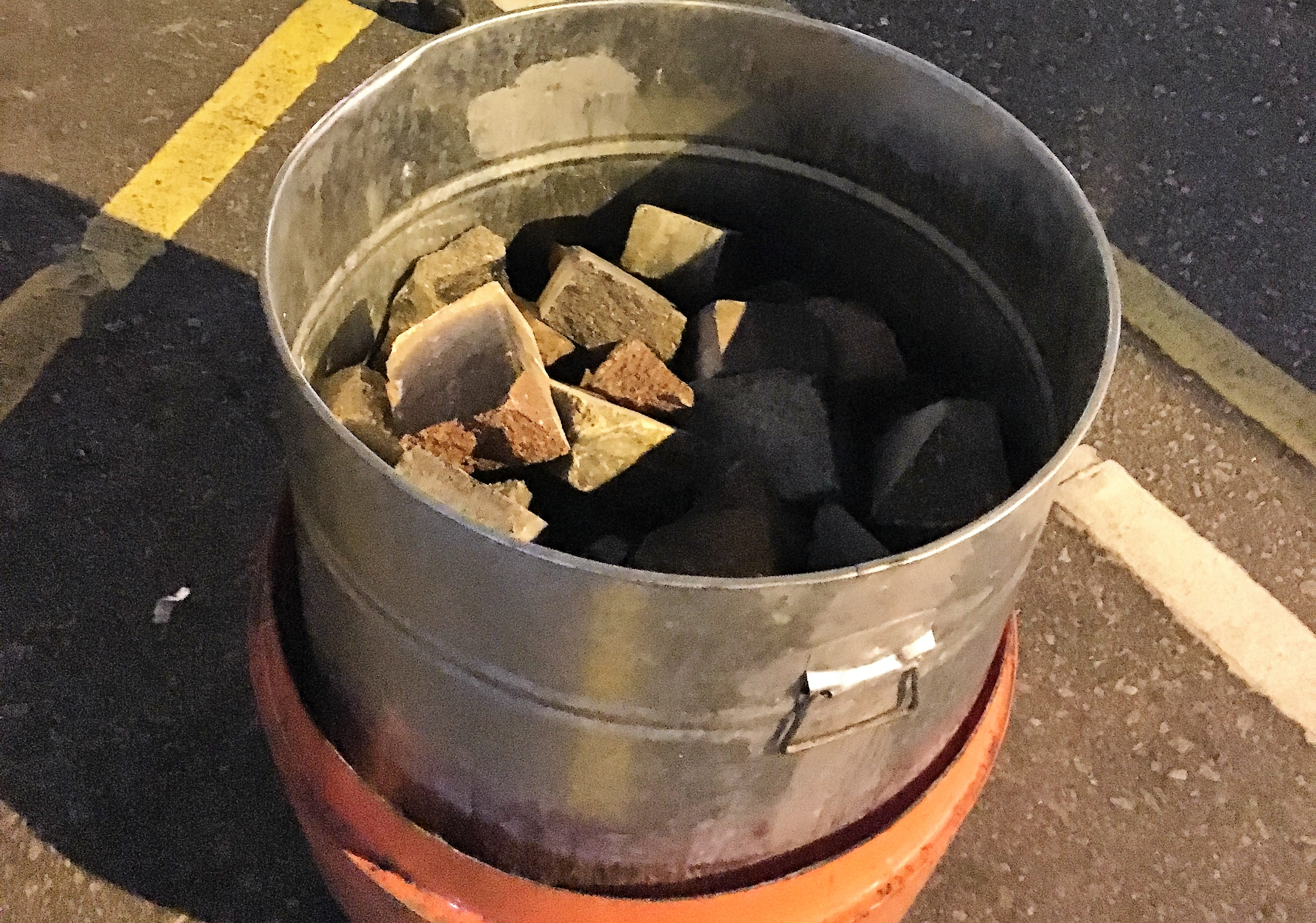
示威者用作運送磚塊的垃圾桶

### 衝突擴散

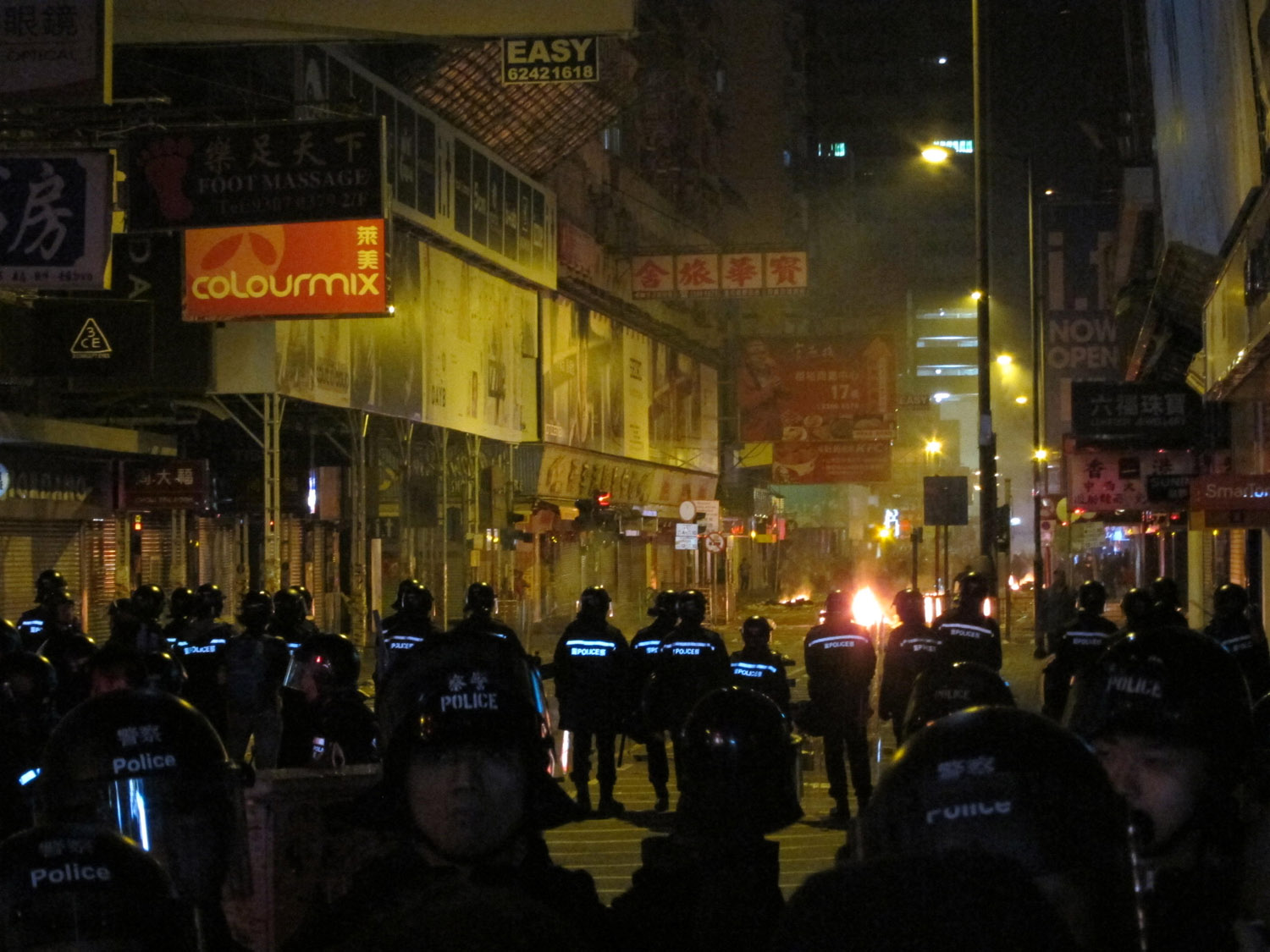
凌晨5時半，西洋菜南街近山東街一帶出現火頭

凌晨4時許，大批警員到場增援，但示威者情緒更激動，並開始採取遊擊戰，在山東街、豉油街、西洋菜南街、奶路臣街等橫街小巷焚燒雜物，街頭處處是烈焰濃煙，而西洋菜南街近山東街一帶，出現最少5處火頭，示威者在路中焚燒膠袋、發泡膠等。現場冒出猛烈火焰，黑煙升至數層樓高，警員不易清除這種路障，警方的推進受阻。每當警方欲將示威者由山東街推向西洋菜南街時，示威者即投擲磚塊阻擋，混亂中，有警員被磚塊擊中倒地，其間亦有警員掟磚還擊。有落單的警員被激進示威者圍毆，需由同袍救出。此時由於警察人數不足，警員節節敗退，被迫退守彌敦道。
另外，又有一名香港電台記者在西洋菜南街採訪時，一名青年人向他投擲石磚，記者手上器材損毀。他見狀追趕該名青年，追逐過程中記者跌倒，但捉緊青年的腳不讓他離開，此時出現數名人士上前分隔兩人，並質問記者所屬。當記者回應自己是香港電台的記者後，他們宣稱這是一場誤會，並保護青年離開。
凌晨4時15分，多處地方發生衝突，有警員遭示威者包圍攻擊，現場有十多人包圍多名警員，並拋擲雜物及持木棍襲擊警員，有身穿便裝男子倒地後再遭人圍毆，而一邊則有警員採取行動，將多名示烕者制服拘捕。同時，示威者又從地面掘起磚塊及拆下鐵欄作武器。
凌晨5時，彌敦道近登打士街，一部警車遭示威者投擲硬物，警車輕微損毀，車上警員隨即落車喝止。其後警員迅速到場，示威者即四散。另外，又有一名無綫電視攝影師被襲受傷，該名攝影師指當時有示威者包圍他阻撓拍攝，混亂中有蒙面男子向他投擲硬物，並用破玻璃樽刺向他。他防禦期間手部受傷，自行走上救護車進行治理。
凌晨5時15分，港鐵宣布受公眾活動影響，旺角站暫時關閉，荃灣綫及觀塘綫的列車不停該站。
凌晨5時16分，消防車加裝鐵絲網以防玻璃遭擊碎。
凌晨5時25分，彌敦道再起衝突，警員則在山東街附近進行部署。
凌晨5時45分，警方發出通告「就當時在旺角彌敦道一帶發生混亂及衝突的情況，並有群眾不斷挑釁警方，警方呼籲公眾人士保持克制，聽從警方指示，盡快離開現場」。奶路臣街有雜物燒著，火勢猛烈。其後消防亦戒備。
凌晨5時50分，消防員在彌敦道及豉油街交界開喉救火，遭示威者投擲磚塊攻擊。

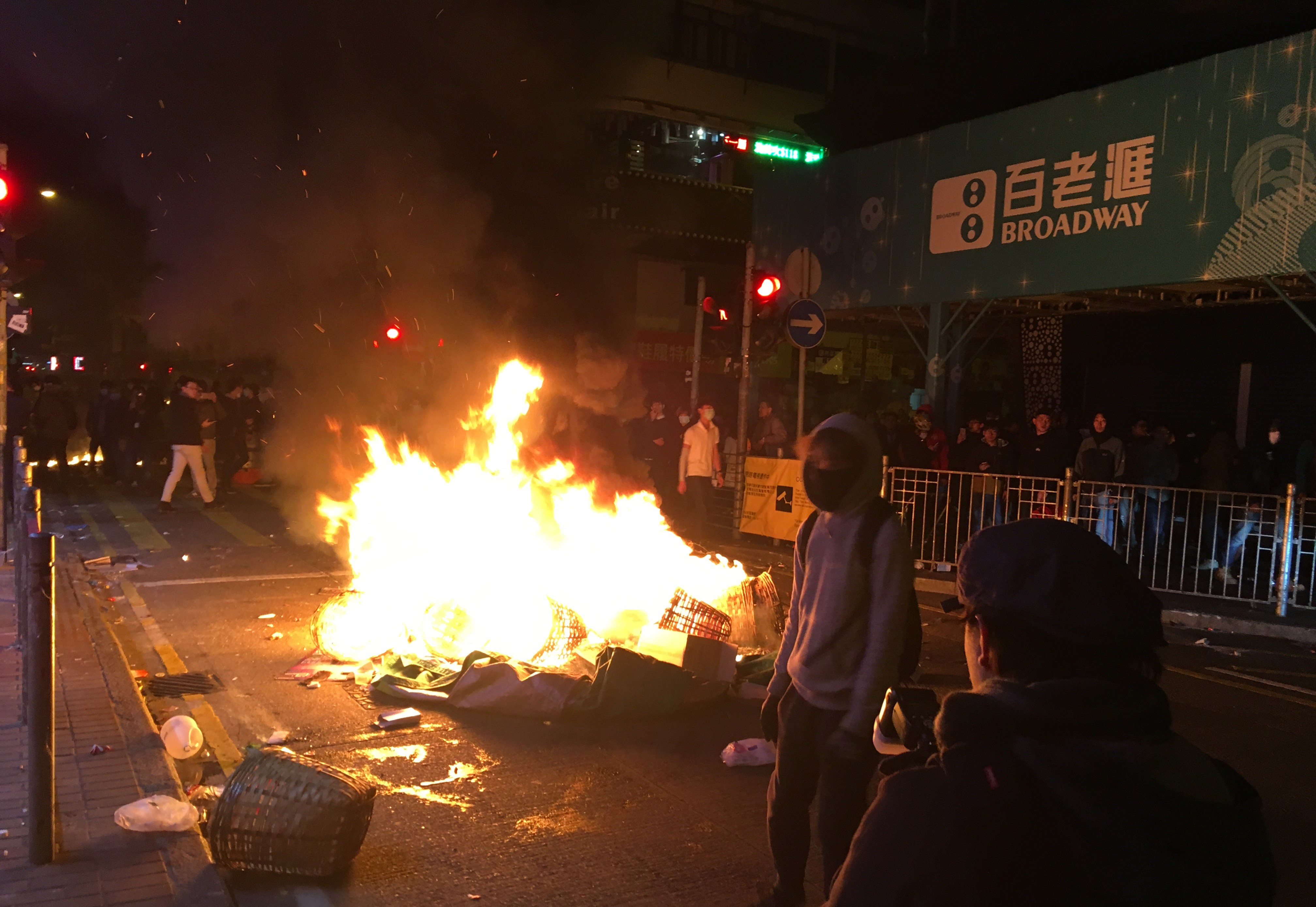
示威者在旺角街頭縱火
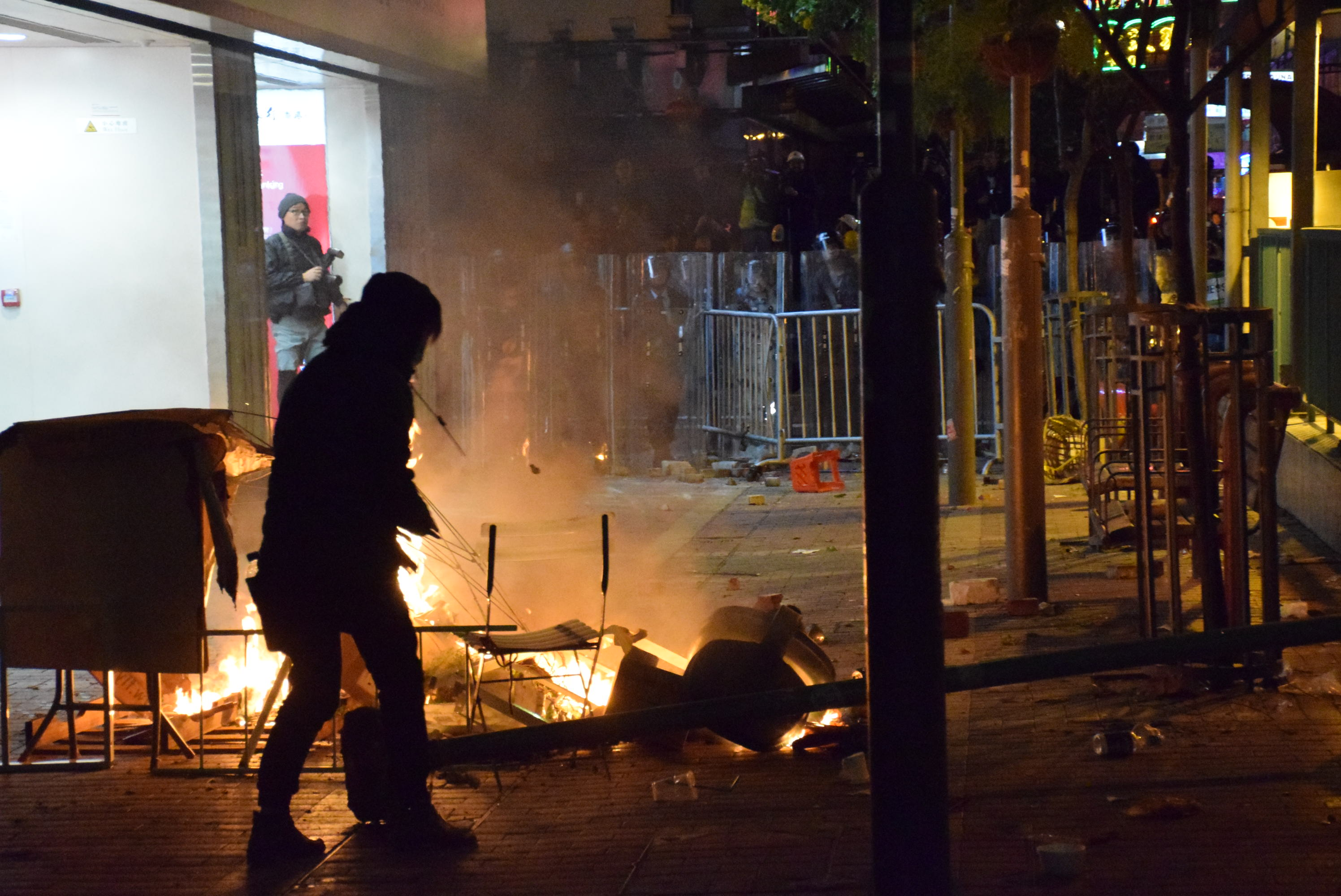
示威者於奶路臣街利用火堆及障礙物與警察對峙
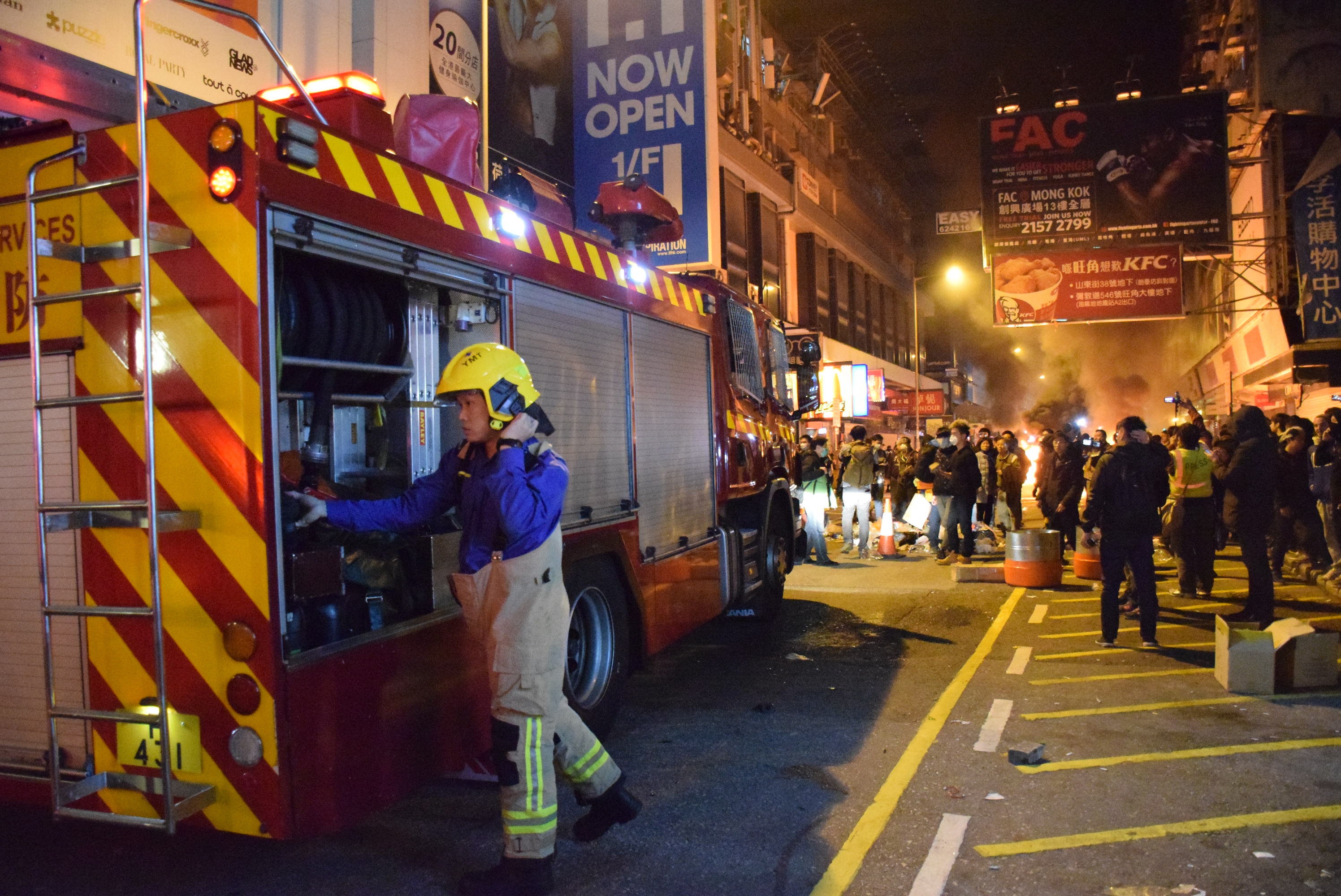
消防員接報到西洋菜南街撲救火焰

### 警方清場

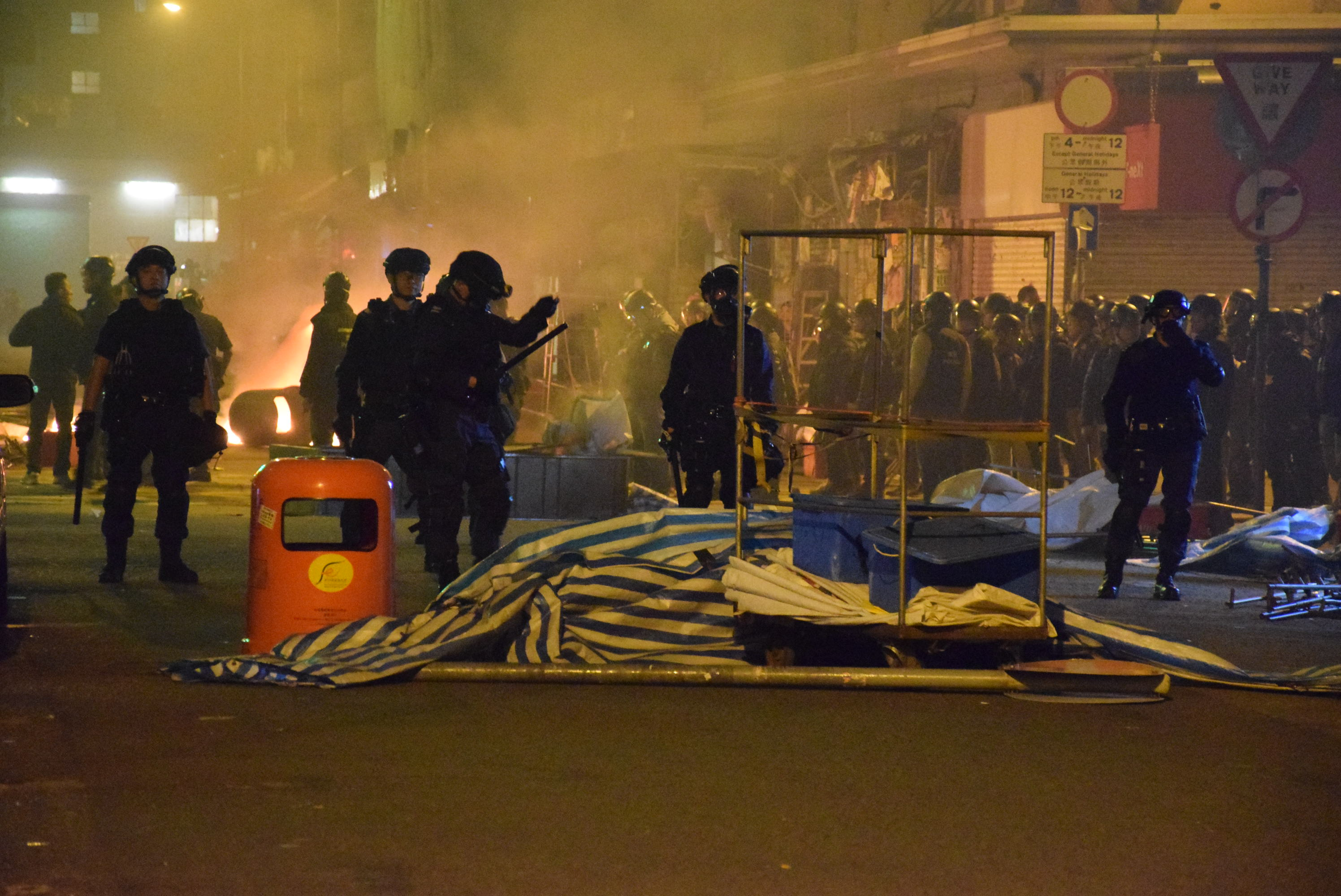
臨近黎明，戴上防毒面具的香港防暴警察攻入内街驱散示威者

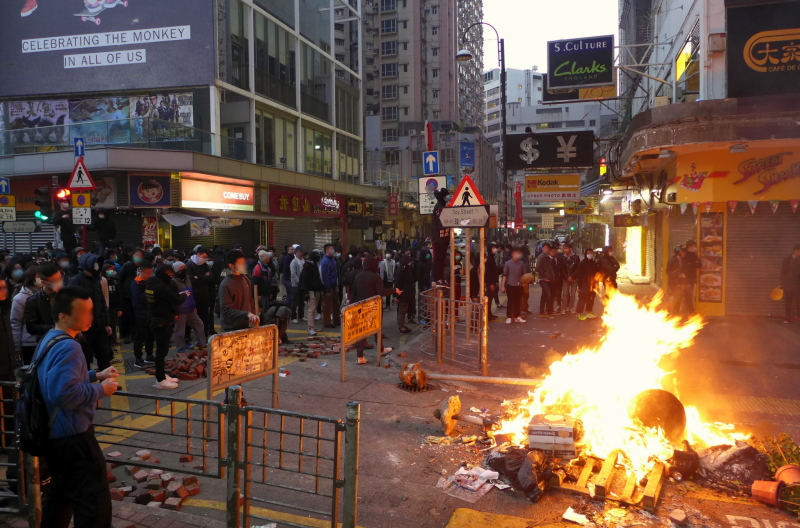
早上6時許，示威者在旺角花園街與豉油街交界焚燒雜物

臨近黎明，旺角衝突仍未結束。清晨時份，約50名速龍小隊聯同多名防暴警察掩至旺角增援。
早上6時，速龍小隊進入西洋菜南街進行清場，示威者與警方衝突，一度企圖縱火焚燒的士。
另外，有示威者在豉油街與花園街交界焚燒雜物，之後有最少數十人沿豉油街自東向西前往西洋菜南街，邊走邊向前方投擲磚頭。當他們到達西洋菜南街口時，約10名速龍小隊警員在福泰大廈地下制服一人在地上，示威者見狀向他們投擲磚頭，並以粗言辱罵。期間，當中一名戴頭盔的速龍小隊警員持警棍獨自衝向對面行人路，隨即淹沒在人潮中。該警員遭示威者包圍，數名示威者將他由行人路帶出馬路，並不斷拳打警員的頭部，有人高呼「打佢老母」（打他老媽）後，警員遭按在地上，示威者一湧而上腳踢警員。其他警員見狀增援，有人高呼「走呀！」，示威者即向通菜街方向逃走，趕到現場的警員即攙扶遭圍毆的警員。
早上6時許，在花園街與豉油街交界，數名帶口罩的示威者燒車，而帶口罩的示威者起初焚燒垃圾跟垃圾桶，之後看到附近有一輛的士，就對着油缸來燒，情況混亂，可能發生爆炸。事發後大批警員趕至現場，但未有立刻上前制服，雙方對峙大約10分鐘，便有市民拿起磚頭及燃燒中的物件擲向警方。警方隨即展開追捕，而該批帶上口罩的市民，則向新寶戲院方向四散。的士焚燒其間，廣華醫院後門亦有人焚燒雜物，但火勢很快被控制。
早上6時25分，示威者在旺角豉油街一帶焚燒雜物，令整條街濃煙密佈，現場又有多處火頭。到6時30分，速龍小隊推進至山東街與豉油街交界，沿途遭到示威者投擲磚塊，附近街頭出現多處火頭。警方在豉油街與通菜街與示威者對峙。另外，又有一名有線電視攝影師在西洋菜南街與豉油街交界疑似遭磚塊擊中，頭部受傷倒地。
至早上7時，示威者仍未散去，豉油街仍有火頭，濃煙沖天。有目擊者表示有人焚燒一輛停於花園街與豉油街交界的的士油缸。
早上7時10分，警方在豉油街作出警告，準備清場。不久，警方包圍附近街頭，衝出拘捕多名示威者。與此同時，消防員趕至灌救。
早上7時40分，示威者一度在現場追逐，有人更焚燬垃圾桶，街頭仍有火頭。
早上8時，旺角街道上四處有被縱火的痕跡，又有兩批示威者分別集結在洗衣街與山東街，與及洗衣街與亞皆老街，與警員對峙。8時10分，速龍小隊將人群推到快富街與洗衣街交界，當時結集的人眾不多。警方亦要求示威者及網媒記者離開旺角。而山東街與亞皆老街一段洗衣街封閉。

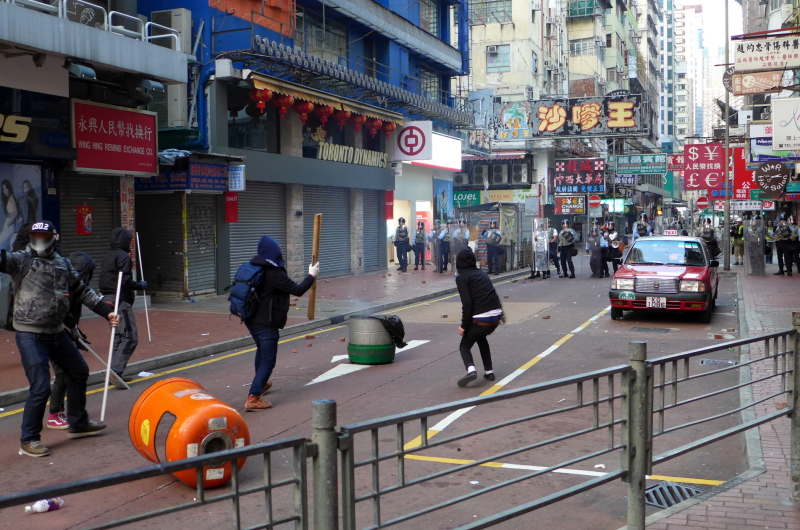
示威者於奶路臣街向警員投擲磚塊
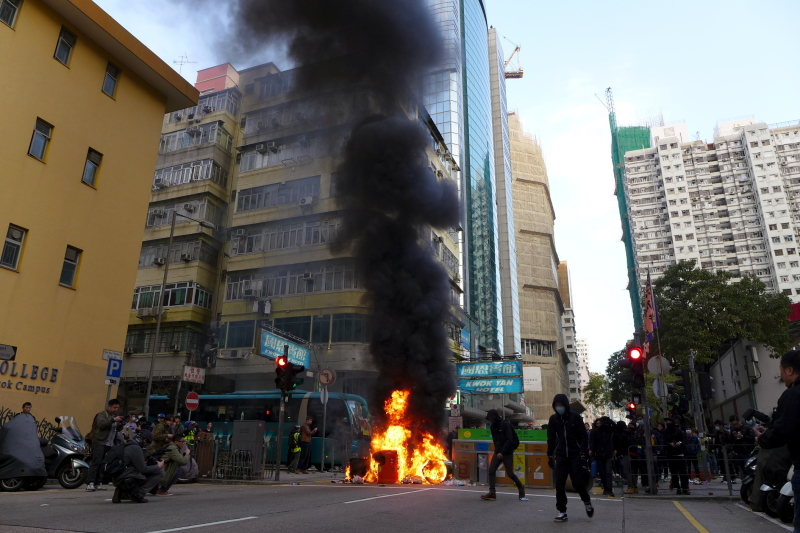
早上7時23分，洗衣街有火頭，濃煙升上半空
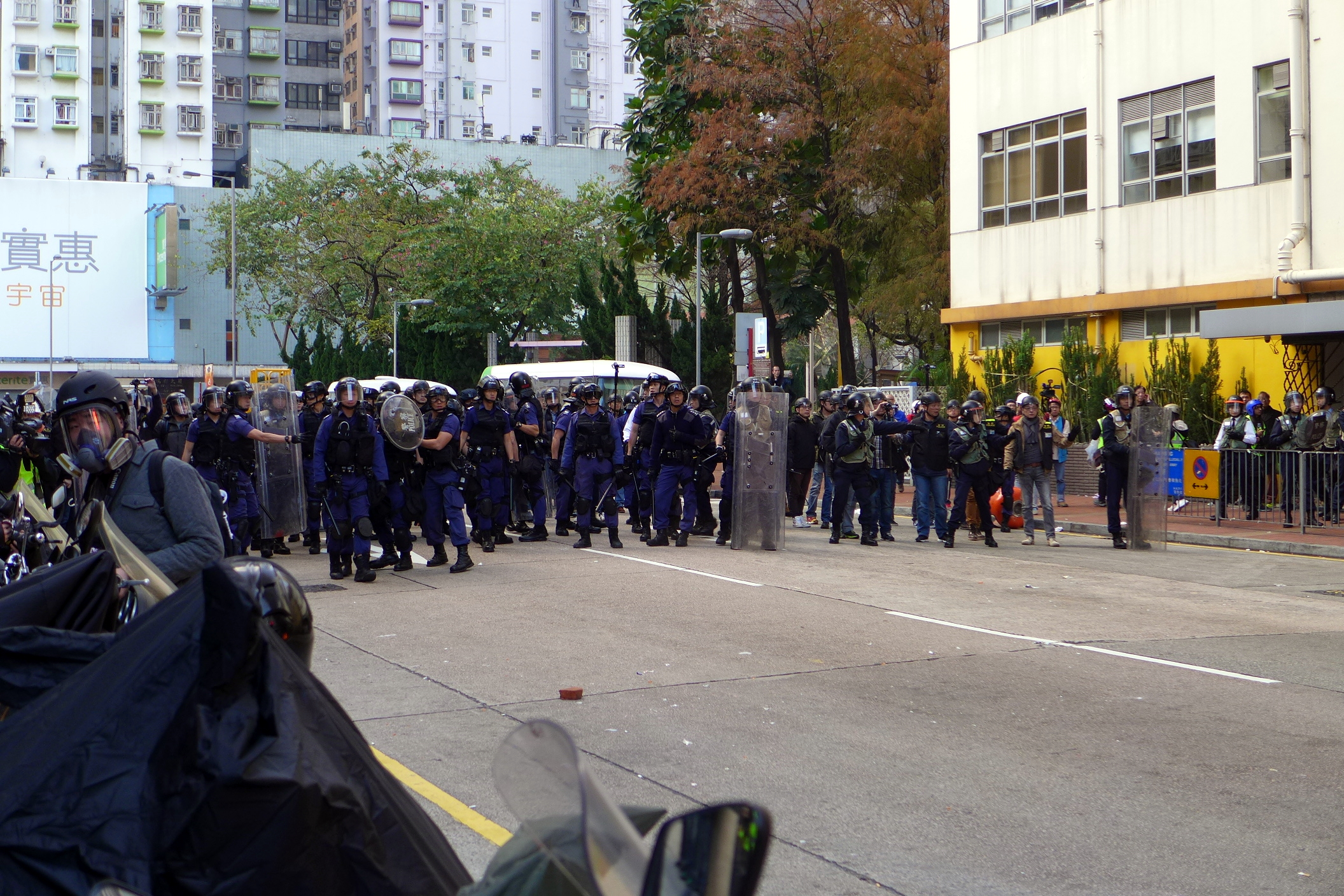
早上7時25分，速龍小隊推進洗衣街與豉油街交界
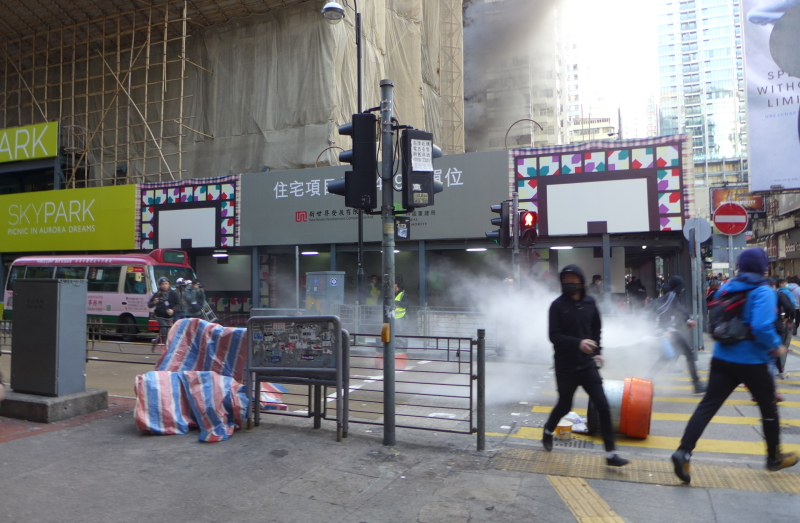
有示威者施放白煙
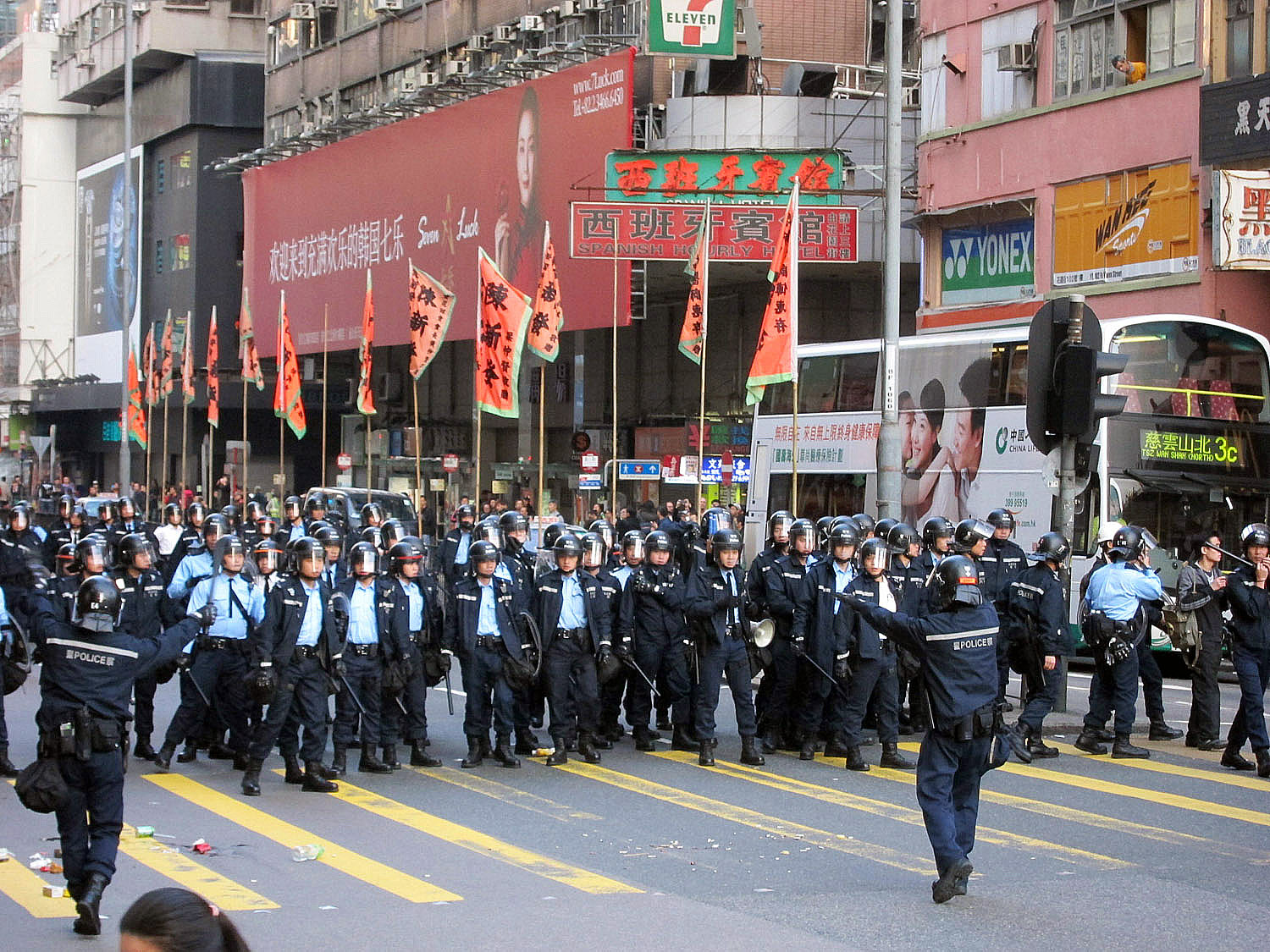
早上8時，警員於亞皆老街正進行清場

### 大致回復平靜

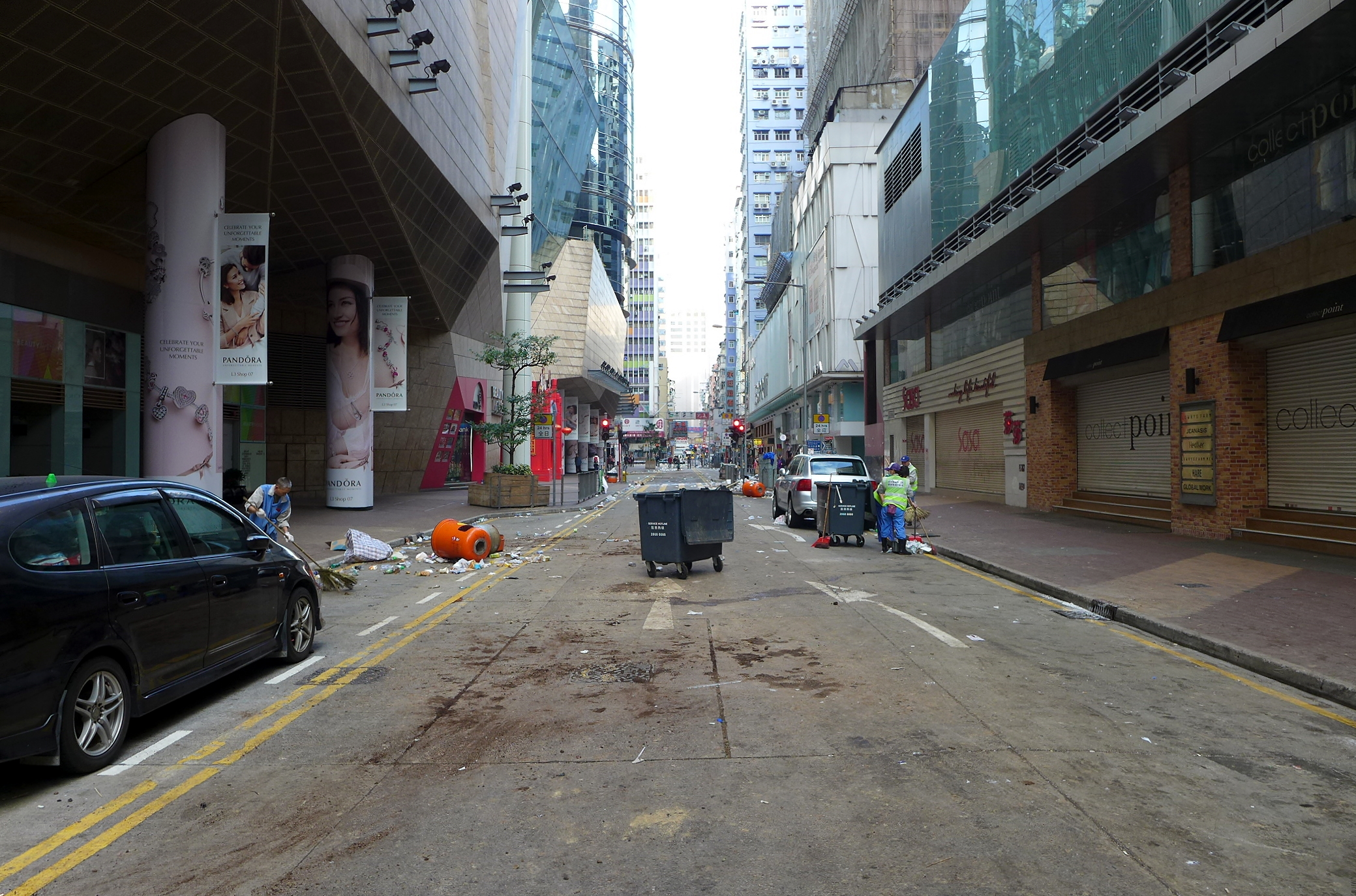
砵蘭街事後滿目瘡痍，清潔工人開始清潔雜物

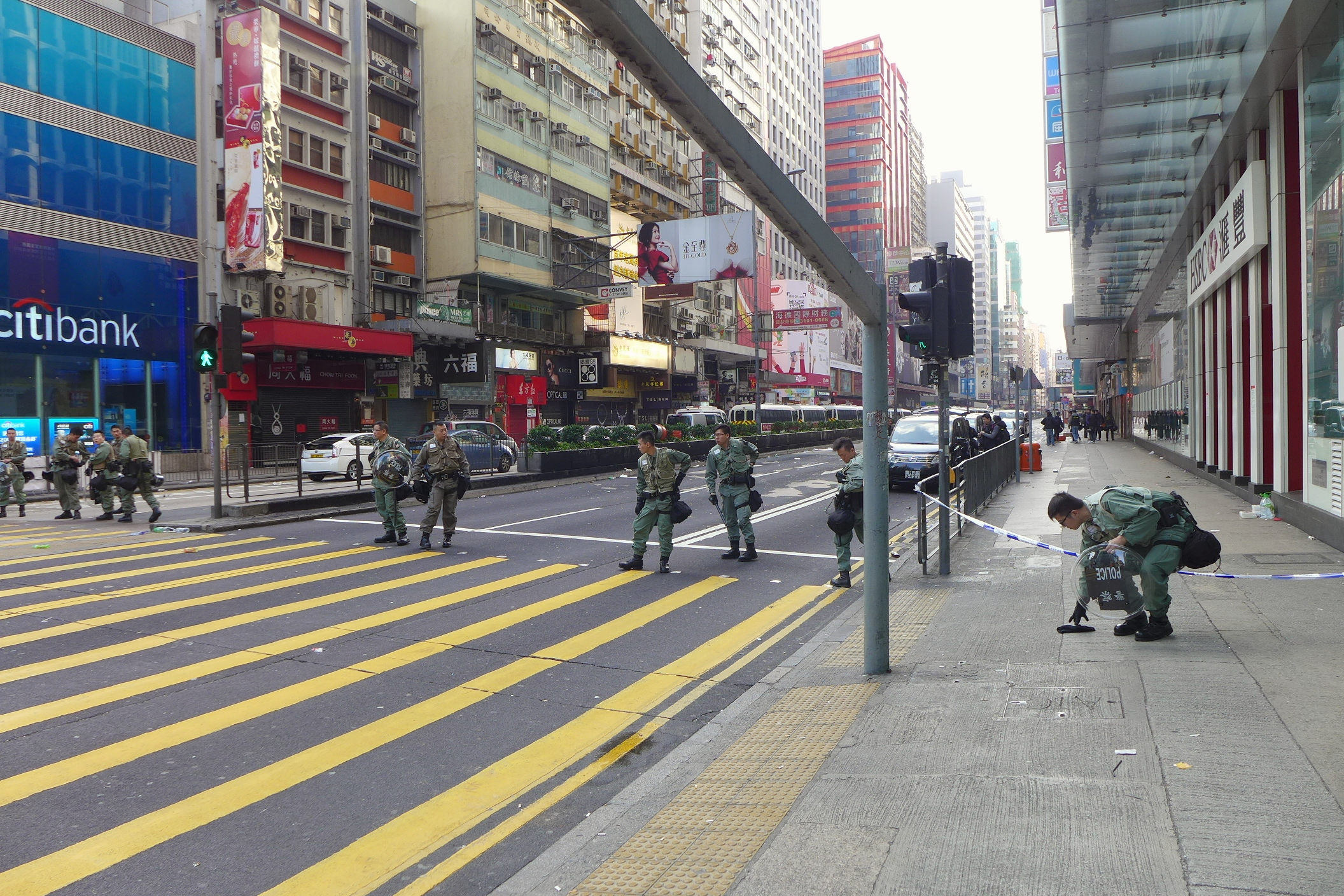
防暴警察看守彌敦道

早上9時，旺角一帶大致回復平靜，但仍然有手持盾牌的警員，在多處地點戒備，包括洗衣街、山東街及西洋菜南街一帶。不過，經過一夜的衝突後，旺角街頭滿目瘡痍，有金舖的櫥窗損毀，多處路面殘缺及有焚燒垃圾雜物的痕迹，而行人路的磚頭則被起出散落地面、路牌倒塌、的士擋風玻璃被砸碎。
早上9時46分，港鐵旺角站重新開放，荃灣綫及觀塘綫之列車服務已回復正常。
下午4時許，路政署工人在西洋菜南街與山東街一段，將被人撬走的行人路磚頭用快乾英泥填補。在場工人抱怨，並指「示威者玩完就走，浪費政府金錢」。

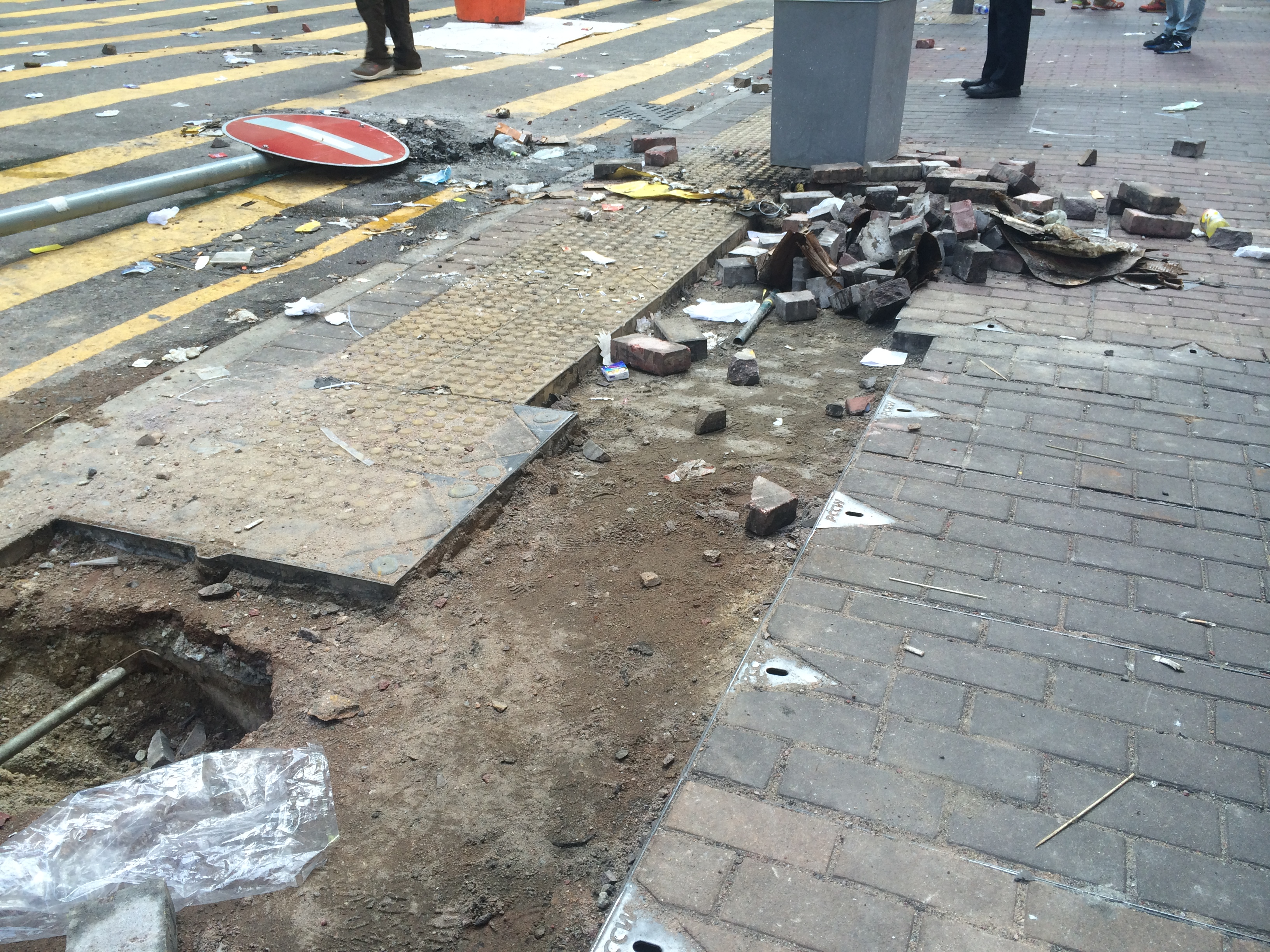
殘破路面及倒塌的路牌
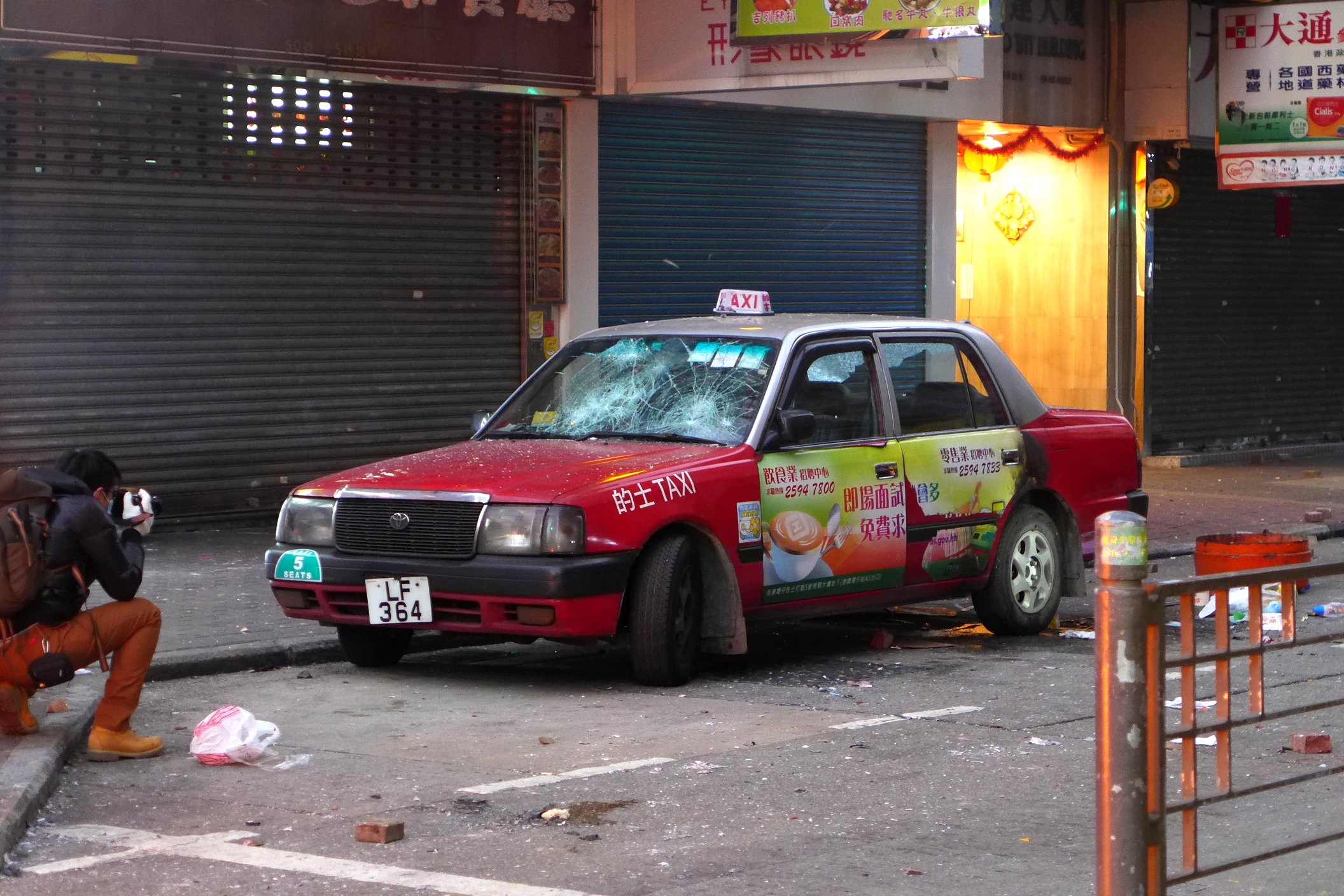
受破壞的的士
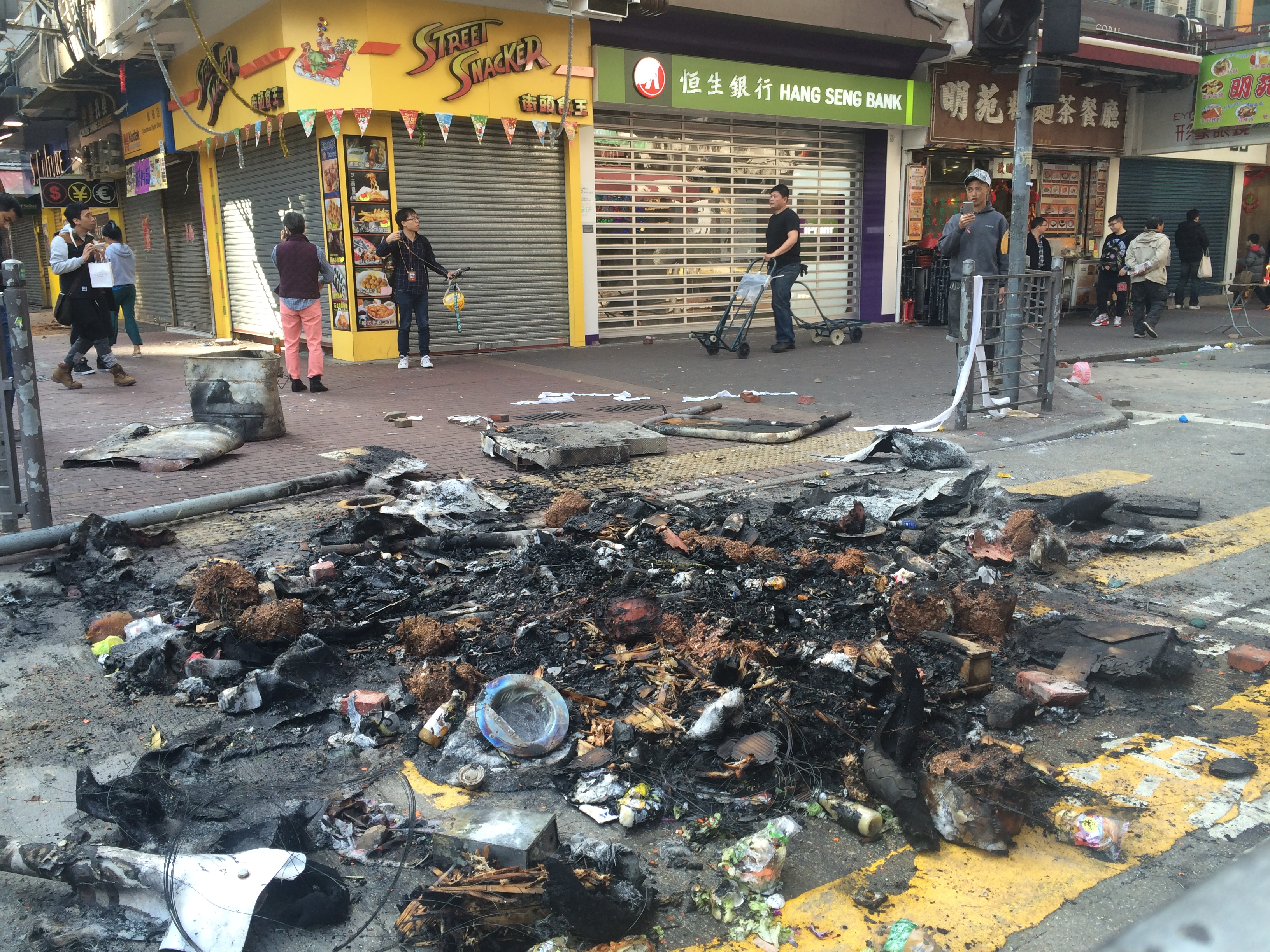
路面遺下雜物焚燒後的殘灰
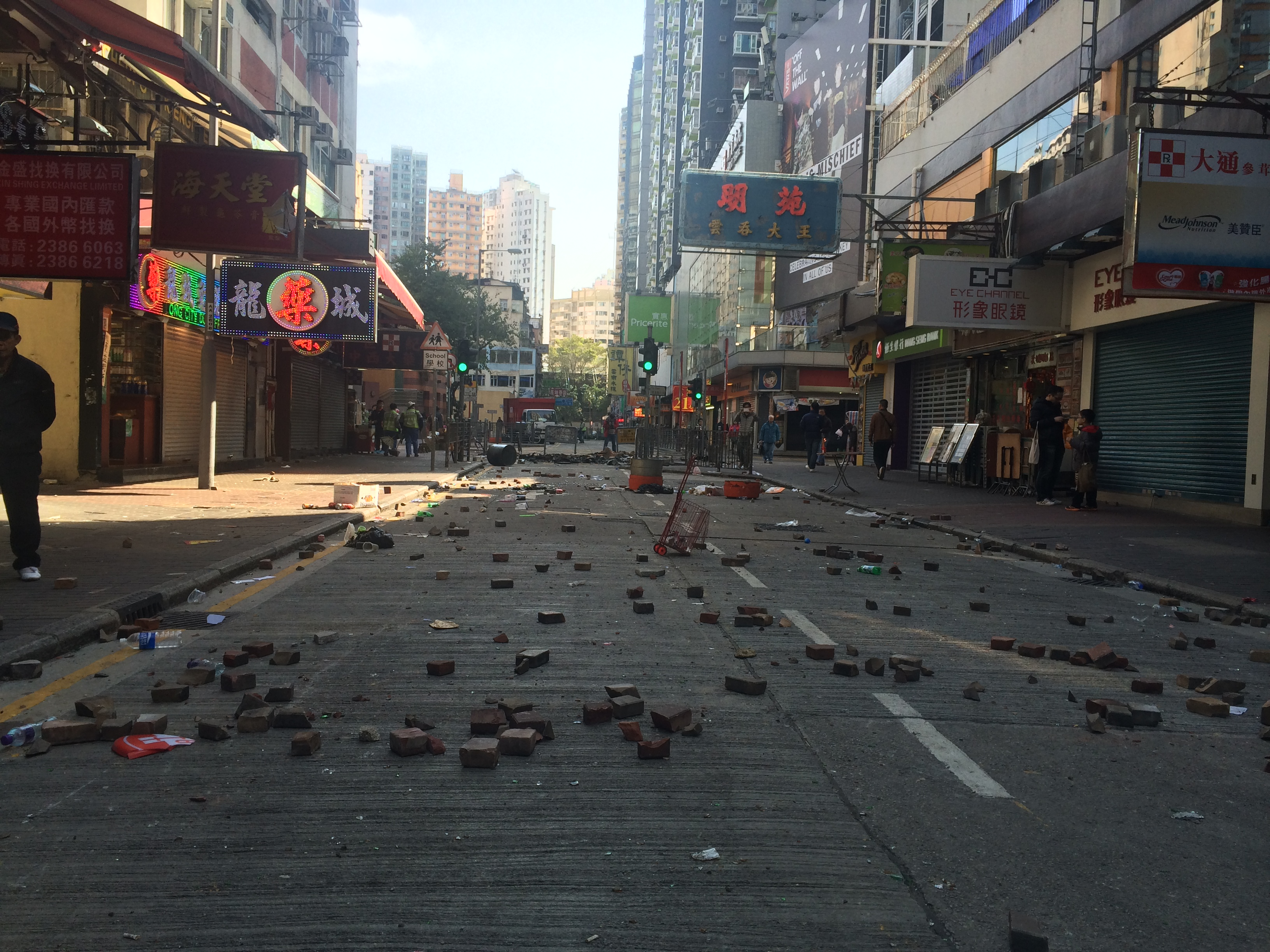
路面上遺留的磚頭

## 傷者
騷亂過後，公立醫院接收130名傷者，超過90人是警員，另有5名傳媒工作者。其中傷勢較重的一名警員，左邊面骨被磚頭掟碎，左眼嚴重充血，需要施手術並取出碎骨，臉上共縫14針。在接受顴骨復位手術後情況由嚴重轉為穩定。

## 拘捕和通緝
警方對這次近年最嚴重的騷亂極為關注，由有組織罪案及三合會調查科B組統籌，聯同保安部、西九龍總警區刑事部門、情報組及各警區刑偵探員偵查，翻閱情報組一直監視的激進人士資料，並啟動超級電腦分析當晚出入旺角的人群數據，搜集可疑個案。警隊保安部用兩天日以繼夜翻看現場天眼、警員當日隨身攝錄機拍到的畫面，同時核對2014年佔領旺角行動人士及「鳩嗚團」活躍人士相片，鎖定30多名涉案人士，料被捕人數將超過百人。

### 2016年2月9日
2016年2月9日晨，警方在旺角共拘捕47男7女（年齡介乎14至70歲）。下午，警方繼續進行拘捕行動，分別於荃灣、青衣、天水圍及將軍澳拘捕3男1女，涉嫌參與旺角騷亂。警方首先於荃灣福來邨永興樓，拘捕21歲姓侯青年，探員又在其寓所搜出一支雷射筆、一部對講機及電話。他被探員押離寓所時，不慎跌倒受傷，由救護車送院治理。及後，警方於青衣長青邨青柏樓拘捕32歲姓容男子（他在2014年曾於佔領旺角期間經常以「美國隊長」的打扮現身（页面存档备份，存于）），探員搜查其寓所時，撿走衣物及多部手機。晚上9時許，警方再於天水圍天瑞邨瑞泉樓拘捕一名涉案男子。另外，警方O記經深入調查，晚上在將軍澳蔚藍灣畔拘捕一名20歲少女，涉嫌於旺角縱火，將帶往將軍澳警署，稍後會押到香港警察總部扣查。
截至晚上10時28分，警方共拘捕52男9女（年齡介乎14至70歲），各人涉嫌非法集結、襲警、拒捕、阻差辦公、藏有攻擊性武器、在公眾地方行為不檢、參與暴動等。

### 2016年2月10日
2016年2月10日，9時50分，當學民思潮成員林淳軒準備離境（早已訂好機票與家人外遊，安排於當天早上10時20分跟家人乘坐中華航空CI602班機，前往台北旅行七天至2月17日返港），則被海關從櫃位帶到房間扣查，並在10時20分傳錄音給學民思潮的同學，表示自己已確認不能離境，需要被警方帶走接受調查。而林淳軒家人已立即安排從台北返港。及後，警方發出新聞稿表示就著旺角暴動事件拘捕一名男子。中午12時許，林淳軒被探員從機場警署押返西環皇后大道西豐景閣住所搜屋，學民思潮召集人黃之鋒趕到現場後指警方未經法庭許可入屋搜查，律師代表到場後警方中止搜屋行動。
此外，中午12時許，警方在深水埗大埔道56號拘捕一名54歲姓陳男子，他是facebook一專頁版主，在其寓所撿走5部對講機及充電座等證物。至下午2時許，警方再在粉嶺馬適路綠悠軒拘捕鄧梓聰（21歲），他是IBHK香港網絡廣播電台記者，探員在其寓所撿走一部電腦、黑色背包及一個印有龍獅旗圖案的文件袋回署調查。
傍晚6時許，警方成功取得搜查令，押同林淳軒回寓所搜查，逗留約一小時後離開，探員取走4袋證物，包括手提電腦及衣物等回署調查，其間林淳軒被鎖上手鐐，及後乘警車回灣仔香港警察總部扣查。
截至2016年2月10日被捕人數增至64人，警方共拘捕55男9女（年齡介乎14至70歲），包括6名大學生、3名中學生，涉嫌參與暴動、非法集結、襲警、藏有攻擊性武器及阻差辦公等罪名。

### 2016年2月11日
警方在葵涌一座工廠大廈搗破一個「武器庫」，包括刀具、手工皂用材料及化學物品，拘捕一男兩女，涉嫌藏有攻擊性武器作非法用途，不排除與旺角暴動有關。
唯環保團體「結束一桶專棄」指該「武器庫」為民間回收有用物資的回收中心「OYIF」，指警方說法錯誤引導公眾。無綫電視《東張西望》在2013年2月亦報道有關回收倉，更稱發起人為「熱心人」。

### 2016年2月12日
凌晨，警方網絡安全及科技罪案調查科在灣仔，以涉嫌「有犯罪或不誠實意圖而取用電腦」拘捕一名38歲男子。警方指，初步調查顯示，被捕人曾於網上社交媒體鼓吹他人到旺角參與暴亂（該男子已獲准保釋，並須於三月中向警方報到）。
警方拘捕至少65名示威者，當中首批被捕的37人（還柙超過48小時後往法院提堂），其中36人被控暴動罪，餘下1人則獲改控罪名較輕的非法集結罪（眾人均獲准保釋，但禁足旺角）；至於首批被捕的另外28人，3人亦被控暴動罪（24人日前獲准保釋，3月中要向警方報到），餘下1名23歲男子至下午仍遭扣查，晚上7時終被落案控暴動罪（翌日在觀塘裁判法院應訊）。

### 2016年2月15日至16日
2016年2月15日晩上，在荃灣，荃灣分區特別職務隊人員在荃灣一間遊戲機中心作例行巡查，截查2名青年。警員在其手機內發現他們參與旺角暴動的相片，有人在盤問下承認曾在現場，警方於是將2人拘捕。被捕2人報稱是冷氣技工，二人分別為17及21歲，警方指他們涉嫌參與暴動。截至2016年2月16日被捕人數上升至67人，包括58男9女。
2016年2月16日，警方帶其中一名被捕男子返回荃灣的寓所進行調查。被捕青年以黑布蒙頭，被鎖上手扣。警員在單位內帶走衣服、八達通等物品，歷時約半小時。

### 2016年2月17日至18日
一名涉嫌參與旺角騷亂的22歲IVE男生於2月17日下午到灣仔警署自首後，被扣查一天。翌日，由警方押解下返回旺角花園街的寓所搜查，撿走3本書，包括立法會議員黃毓民所著的《本土、民主、反共—黃毓民政論集》、本土學者陳雲所著的《香港城邦論》及全球暢銷書《引爆趨勢：小改變如何引發大流行（The Tipping Point: How Little Things Can Make a Big Difference）》中文版。

### 2016年2月21日
旺角騷亂後失蹤兩星期的本土民主前線發言人黃台仰於中午在天水圍天晴邨一單位被警方拘捕，涉嫌與旺角暴動有關。而28歲姓張的屋主亦被捕。警方在屋內撿獲包括可製造炸彈的原料硝酸銨等大批化學品，53萬元現金、電磁炮、伸縮警棍、V煞面具、電池、大麻及偉哥等大批物品。由於屋內亦撿獲聚乙二醇（PEG）、二氧化硅等化學品，警方擔心有爆炸危險，一度派出爆炸品處理課及通知消防處派出多輛消防車及救護車到場。一批成員到天水圍警署外聲援，警員要求聲援人士出示身分證及除下口罩確認身分，又用鐵馬劃出示威區。

### 2016年2月23日
黃台仰被捕後，被正式控告一項暴動罪。裁判官考慮黃沒有案底，准他以現金10萬元及人事擔保10萬元保釋。但同時要交出旅遊證件及須禁足旺角，每天凌晨至6時宵禁和每周到警署報到3次。

### 2016年2月26日
警方有組織罪案及三合會調查科探員鎖定一名涉及在旺角騷亂中企圖縱火焚燒的士的男子，但該目標男子一直逃避警方追捕，直至警方情報科人員發現該目標男子行蹤後，O記探員在情報科人員支援下掩至元朗市鳳庭苑拘捕一名31歲男子，他涉嫌參與騷亂，懷疑他在當日縱火焚燒一輛石油氣的士。

### 2016年3月4日
警方有組織罪案及三合會調查科再拘捕兩名分別21歲及24歲曾參與衝突的男子帶署扣查，涉嫌參與暴動。

### 2017年
警方通緝一名自1月起已無法聯絡上的18歲女被告李倩怡。她被控兩項暴動罪及一項襲警罪，早前以3,000元保釋，但未有在區域法院再應訊中現身。疑弃保潜逃至台湾。台灣時代力量證實她正獲人權組織照顧協助。同年8月，一段疑似是她的錄音聲帶流出，她稱「不相信香港有法治」，「選擇流亡和找一個新自由的可能」，並稱「中港不能有效區隔，香港會被『中國化』」。
黃台仰被捕後獲准保釋，候審期間獲批前往德國出席活動，原定於2017年11月20日到大埔警署報到及交出旅遊證件，但黃台仰離港後並未回港。他在2018年5月於德國獲批難民庇護資格。

### 回應
- 2016年2月10日，港大學生會發出公告，聲稱本土民主前線發言人、文學院5年級生梁天琦、學苑候任總編輯顧博謙，以及另一名文學院一年級生仍未獲釋。學生會指有被捕同學曾被多次搜身，甚至在未提供理由的情況下被迫脫光搜身，以至遭警察踢踹背部。警方亦不准被捕同學聯絡家屬，亦未有安排驗傷。又指警察此舉已經極有可能違反《查問疑犯及錄取口供的規則和指示》。[154]
- 2016年2月10日，學民思潮黃之鋒表示，當晚他與林淳軒一同在旺角砵蘭街光顧小販，逗留時間為年初一晚上10時至翌日凌晨2時15分，黃堅稱林沒掟雜物、沒縱火及武力還擊，且林有案在身，絕不會愚蠢到在開審前再犯法，批評警方亂拉人。[131]其後，又強烈譴責警方在未經法庭許可下，便強行進行入屋搜查。又表示，當晚他與林淳軒一起在現場，指林淳軒沒有擲物、沒有縱火、亦未跟警員發生肢體衝突，無法理解警方為何要拘捕在場的普通市民，不排除警方的濫捕情況會有增無減，相信自己及當日在場的成員未來都會被警方拘捕。[155]
- 2016年2月10日，學民思潮一名成員涉參與初一暴亂被捕，學民思潮事後發表示聲明，指林淳軒事發當日只是光顧小販，沒有做出襲擊警方以及任何暴力行為，對於警方濫捕亂控深表憤慨，由於至今律師仍未有任何途徑可以聯絡林淳軒本人，要求警方交代林淳軒身處位置，並立即釋放林淳軒。[131]
- 2016年2月10日，警方發言人表示，當日早上於機場拘捕林淳軒，他涉嫌與2月9日凌晨於旺角發生的暴亂有關。警方按既定程序，獲得林淳軒簽署同意下進行住所搜查，將他帶返西環住所，惟進行搜查期間，林的代表律師要求與他會面，經協調後警員先帶同他離開住所。其後警方獲得法庭的搜查令後，再帶同林到其住所搜查。[136]
- 2016年2月10日，林淳軒就讀的香港中文大學崇基學院神學院發聲明，對林淳軒被捕深表關注，指警方在缺乏足夠證據下作無理拘控，下午在無搜查令下，押同林淳軒返家搜查，實屬濫權，神學院予以譴責，促請警方全面交代事件，如未有足夠證據，應從速釋放林淳軒。[156]
- 2016年2月10日，律師黃國桐表示，警方需持有法庭發出的搜查令，方可進入任何單位搜屋，程序是警方以宣誓方式向法官提出證據顯示需持手令入屋搜證，他認為警方採取拘捕行動的同時，一般會申請搜查令，即使長假期法庭休息，基於情況緊迫，警方會派專人到有關法官住所簽署。他又說，倘警方在執法期間，事態緊急，戶主拒絕警方入屋搜查，警方仍可以進入該屋搜查，甚至使用適當武力破門入屋，事後補發搜查令。他又表示，香港法律保障疑犯權益，疑犯可致電親友及代表律師尋求協助，若無代表律師，警署會提供律師名冊讓他自行聯絡。並有權獲取獨立法律諮詢、進食、如廁等，疑犯亦有保持緘默權，假如不懂廣東話的外籍人士，更有權要求進行翻譯等。[157]
- 2016年2月11日，律師文浩正表示，即使被捕者只在暴亂前現身及在現場沒明顯破壞行為，但若警方搜證發現被捕者有參與幕後策劃即可落案起訴，一切須視乎搜證結果及如何定義「破壞社會安寧行動」。文續指，即使警方以暴動罪拘捕示威者，最終亦未必以此罪落案起訴，且香港歷來幾乎未曾有人被警方以暴動罪拘捕。[131]
- 2016年2月11日，學民思潮召集人黃之鋒表示，至今（2016年2月11日）仍未能與林接觸，對他的情況感到非常憂慮。黃之鋒重申，初二凌晨他與林及另一名成員周庭曾到過旺角逗留約4小時，但至凌晨兩點已經離開，要求警方公開林涉事的資料和證據，否則應盡快放人，更不排除自己和周庭都可能會被捕。黃之鋒稱，從傳媒拍到的影片可見，林淳軒當晚並無涉及任何暴力行動，只是舉起雙手阻止警民衝突，並無和警員有肢體推撞，但最終卻被警方以暴動罪拘捕，認為警方是想令大眾覺得學民有成員參與衝突。他稱當晚與林相約到旺角夜市光顧小販，但後來見到現場出現衝突，更聽到警員鳴槍，於是一起在凌晨約兩點乘坐的士離開。他指林淳軒和他一樣有官司在身，當晚無心理準備要參與任何行動，對林淳軒被捕感到憤慨，直指警方拘捕無理，據他了解，林淳軒至今仍未錄取口供，亦未能主動聯絡代表律師。 [158]
- 2016年2月11日，《蘋果日報》表示其翻看當日拍攝影片，年初一晚上11時許，林淳軒曾出現在砵蘭街示威人群中，但林淳軒表現克制，時而勸喻示威者，時而高舉雙手，未見有「過火」行為。其後有人與警員有肢體衝撞，當時見林在後排與其他人手拉手築成人鏈。[131]
- 2016年2月11日，學民思潮發表聲明《落案起訴後才聯絡律師？學民思潮呼籲警署聲援！》，指本來義務律師已向警方明確指出林淳軒絕對不會錄取「三世書」，而在正式落案起訴學民思潮成員林淳軒時，也承諾必會通知律師。然而，義務律師在下午5時表示，學民思潮成員林淳軒已在律師不在場的情況下，被正式落案起訴「暴動罪」和透過「三世書」錄取個人資料，也沒有根據程序將「三世書」副本交給林淳軒。又指林淳軒錄「三世書」過程完全沒有律師在旁，反映警方阻止被拘留人士實踐基本權利，「實在可恥至極」。[159]
- 2016年2月12日中午，約30名環保人士帶同手工皂用材料、酵素和化學品到葵涌警署外抗議3人被扣留，並即場示範如何使用有關材料製作環保產品。[160]

## 後續行動

### 抗議警方無理拘留林淳軒
2016年2月11日，學民思潮下午由灣仔家計會遊行至警察總部，抗議並譴責警方無理拘留學民思潮成員林淳軒，至少有逾60人參與。學民思潮召集人黃之鋒指，至當時林淳軒被拘留超過30小時，已獲悉林已被控以暴動罪，期間不准與律師接觸，他呼籲市民遊行過後立即赴秀茂坪警署聲援。學民思潮指出，警方拘捕林淳軒絕不合理，林淳軒在2月8日10時抵達旺角光顧小販，並在2月9日凌晨2時15分左右離開現場，多家媒體也拍到林淳軒，過程中他只是在示威人士和警員中間調停，並無做出襲擊警方以及任何暴力行為。學民思潮對於警方濫捕亂控深表憤概，認為支持小販也要面臨政權打壓實在不能接受。又要求警方立即釋放林淳軒，並且就濫捕一事向同學道歉。學民思潮成員周庭指，林淳軒已被正式起訴「暴動罪」，他的義務代表律師向他們表示，他在落口供、簽任何文件或證供、及被正式起訴時，警方均不允許他與律師聯絡及尋求法律援助，認為警方違背對他的承諾及無視被捕者的人權，學民思潮予以強烈譴責。周庭續指，律師於約下午4時30分接獲到警方消息，知道林淳軒已經「完成落口供及被正式起訴」。中大神學院教授（林淳軒的老師）陳龍斌也有出席遊行聲援，他指，警方理應讓林淳軒在公平的情況下接受警方的調查程序，如警方無任何證據應盡快釋放林淳軒。

### 聲援林淳軒

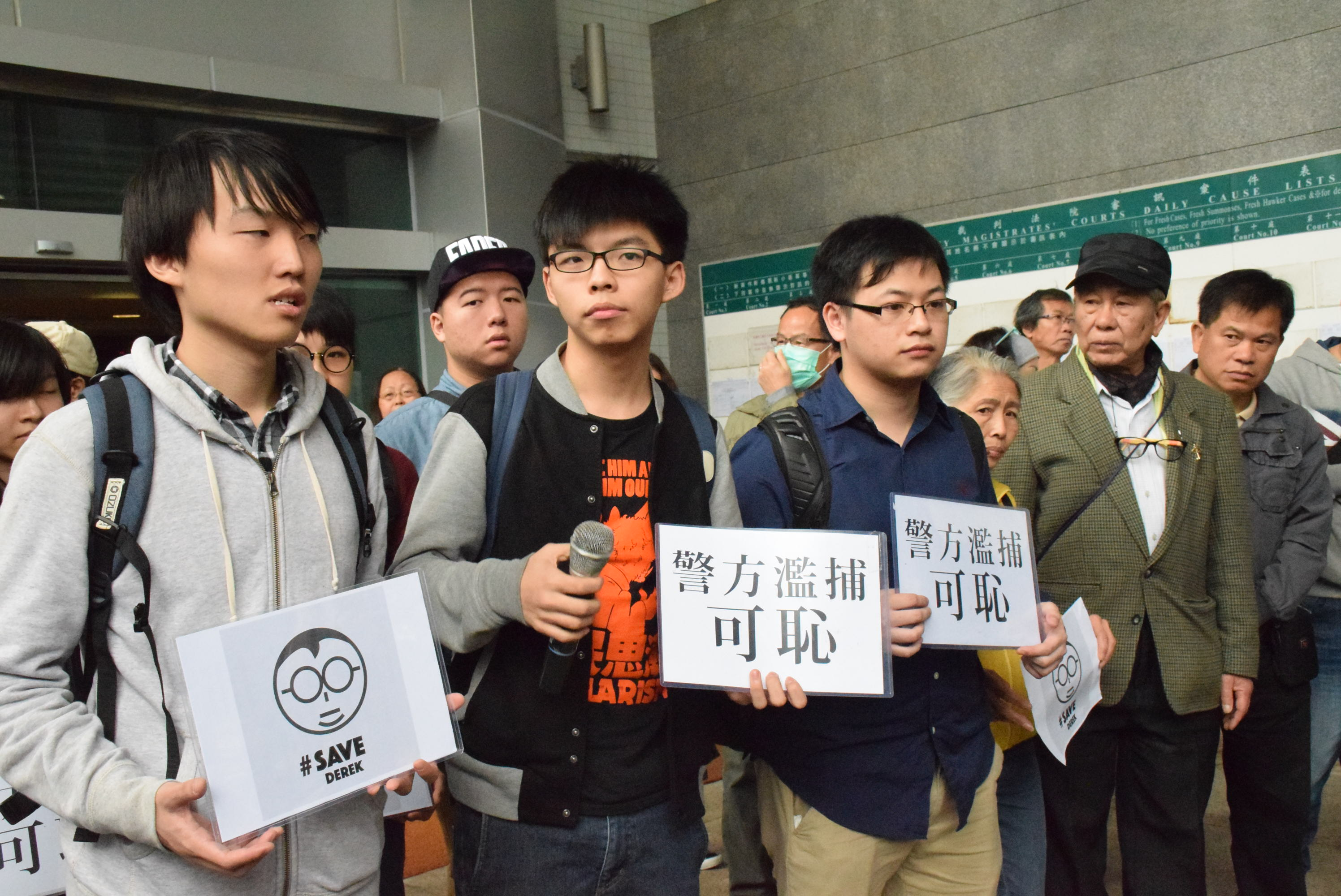
2016年2月12日早上，黃之鋒等人到九龍城裁判法院聲援被捕的林淳軒

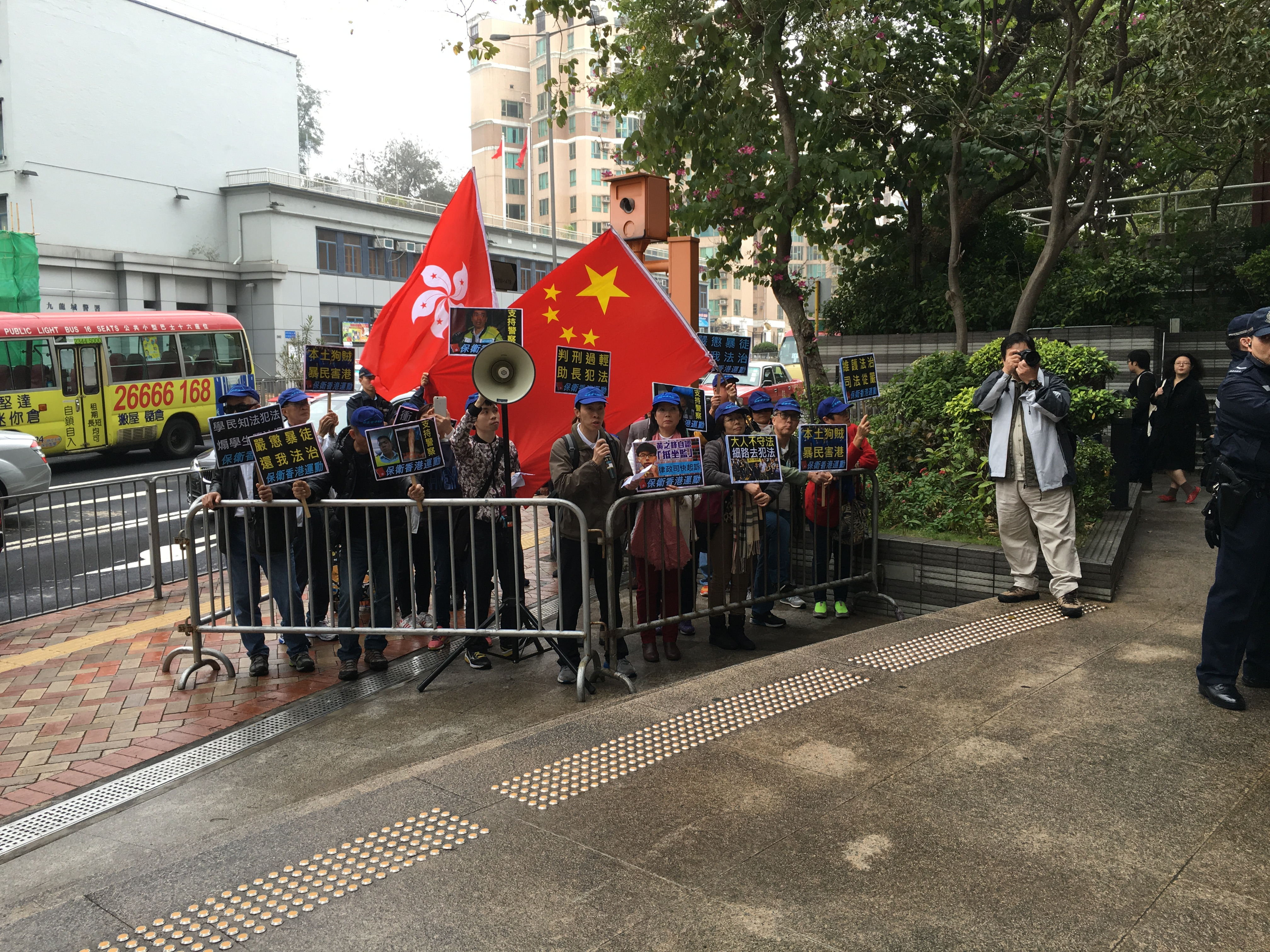
保衛香港運動成員亦到場聲援警員執法，並舉起抨擊及要求法庭嚴懲當晚示威者的標語

2016年2月11日，由於學民思潮成員林淳軒被警方正式落案起訴參與暴動，於翌日早上9時半於九龍城裁判法院提堂，學民思潮透過社交網站facebook呼籲香港人在翌日9時到達九龍城裁判法院聲援林淳軒，並命此行動為「迫爆法庭 聲援林淳軒」。
2016年2月12日9時4分，保衛香港運動約15名成員在九龍城裁判法院外，唱歌恭賀學民思潮成員林淳軒被起訴，又改編生辰歌「恭祝你今日訓街頭，慶賀你監牢好受」。載有林淳軒的警車抵達法院時候，保衛香港運動成員不斷拍打押送林淳軒到庭的警車，又圍截警車，高呼林淳軒是「仆街仔」，又高叫口號 「港獨人渣，嚴懲暴徒」，學民思潮與保衝香港運動於入庭前，在電梯大堂爆發衝突，有支持警察的保衛香港運動成員指罵學民思潮成員，一名熱血公民成員上前到保衛香港運動成員前爭執，隨後發生衝突，之後該熱血公民成員就被保衛香港運動成員包圍，最後被警方拘捕。黎汶洛對傳媒表示，自己並不清楚衝突如何發生，但指過程中傅振中表現挑釁，並強調學民思潮為非暴力組織，澄清指學民成員不會主動襲擊人，亦相信剛才被捕的不是學民成員。（黎汶洛其後於庭外回應衝突事件，表明被警方帶走的並非學民成員，又強調「學民思潮過去一直主張非暴力抗爭，不會主動襲擊持不同意見的人」）黎又強調，今日學民的行動只為聲援林淳軒，他批評有人想將學民思潮與近日旺角暴動扯上關係，重申據當晚片段，已證明林淳軒沒有牽涉暴力行為。
其後，保衛香港運動成員指罵學生，又投訴庭內站立的學生遮擋視線，需由法庭書記出言制止，「呢度唔係戲院」（這裏不是電影院），要求眾人互相遷就。9時40分，九龍城裁判法院第一庭座位及企位均告爆滿。10時正，有人於庭內不斷製造滋擾，期間就有人舉手向保安投訴，指有人笑他。最終不了了之。10時45分，九龍城裁判法院外，保衛香港運動成員聚集。有到場人士離開法院時直指左派團體為「六七暴動」兇手，期間雙方互相指罵。11時15分，九龍城裁判法院外，保衛香港運動成員仍然聚集。當保衛香港運動成員叫口號「支持警察」時，另一邊市民就以「呑槍自殺」回應。學民思潮成員林淳軒獲准保釋後，在黃之鋒、周庭及黎汶洛等同伴簇擁下步出法庭。眾人高叫口號「反對警方濫捕，林淳軒加油」。林淳軒坦言被警方扣押的48小時「難捱」，曾有崩潰的時候，但感激朋友的支持與律師的努力。林淳軒指對於警方控告他參與暴亂，感到匪夷所思。他澄清自己從沒有參與任何使用暴力的行為，而當旺角陷入混亂時他已經離開現場。對於事件中亦有多名無辜的市民被捕，林呼籲公眾關注事態發展，他認為一個文明社會不應容許不公平的拘捕，無理扣留市民48小時。他希望市民能將事件矛頭指向政府和警方，讓正義在香港實踐。他指案件已進入司法程序，不便評論。學民思潮成員黎汶洛表示，旺角的衝突可能會被建制派利用，打擊學民思潮。他又認為近日警方連串濫暴與拘捕，含政治判斷，目的是測試泛民支持者水溫。。周庭則表示，當晚只是和林淳軒及黃之鋒等人到旺角光顧熟食小販，其間林淳軒只是曾調停衝突雙方。對於有傳政府將旺角暴動一事套在學民思潮身上，藉此打壓學民思潮，周庭強調學民一向和平抗爭，直指是當局基於政治判斷行事，不排除本案是政治拘捕。被問及會否擔心牽涉其中，周庭自言「冇得咁擔心」，只望在法庭內尋求公義。

### 撐警遊行
2月14日，激進建制派正義聯盟及撐警大聯盟在尖沙嘴發起遊行至旺角兆萬中心，支持警方在年初一旺角的警民衝突中執法，超過300人參與，沿途呼叫「嚴懲暴徒，還我法治」口號，不過遊行期間一度被市民以粗口辱罵。正義聯盟召集人李偲嫣表示遊行有三大訴求，一是支持警方執法及對受傷警員表示關注；二是要求港府及執法部門緝拿所有參與衝突的人及嚴懲滋事分子；三是希望家長及同學留意不少年輕人參與旺角衝突，認為即使對社會及政府有不滿亦不可以違法及暴力行為宣泄。警方表示，遊行高峰時有770人參加。而多個青年團體代表及油尖旺區議會主席等十多人就前往旺角警署，向警方送上慰問卡及果籃，感謝警方執法，又呼籲港人守護法治精神。

### 民意調查
暴亂後，新思維在2月11至13日就事件以電話隨機訪問1千名市民，逾八成受訪者譴責或「體諒但不贊成」示威者行徑，但亦有近半受訪者認為警方處理手法過分暴力。調查指逾半受訪者認為示威者應為事件負最大責任，亦有約三成人認為政府責任最大。

### 學者及專業人士促請政府成立獨立委員會 政府拒絕
2月14日，一批學者及專業人士發起聯署，要求政府就旺角暴動成立獨立調查委員會。包括調查事件真相、衝突成因及提出建議，避免類似事件再次發生。發起人包括中大副教授姚松炎、黃洪，理大助理教授鍾劍華和浸大助理教授杜耀明等。不過政府以警方進行刑事調查為由不接納建議，並指「旺角暴動」不能與60年代的「騷動」相提並論。因現時香港資訊開放，言論自由，市民可以和平遊行、示威及集會，亦可透過司法程序覆核政府的行政決定。參與發起聯署的鍾劍華對政府拒絕設獨立委員會調查感失望及遺憾。

### 警方成立檢討委員會
因應旺角的大規模警民衝突，警務處決定成立由副處長（管理）主持的內部檢討委員會，2016年2月19日召開了首次會議。該委員會決定成立3個小組委員會，分別檢討「行動」、「武器、裝備及訓練」及「支援」3個範疇；但只會披露裝備方面的檢討內容，行動和支援將不公開。葉國謙認同有關安排，認為本次檢討只屬警方內部事宜，若公開報告或許會被破壞者掌握部署，並非好事。消息人士透露裝備方面可能因為需要添置，爭取撥款所以會公開。
同年7月14日，當晚在現場擔任指揮的旺角警區副指揮官丘紹箕總警司，衝突發生前原定晉升總警司及調任到商業罪案調查科的丘紹箕，結果改為調任邊界區指揮官。據報警隊內部對丘當晚指揮不清等有不少批評。

## 法庭判決

### 2016年2月11日

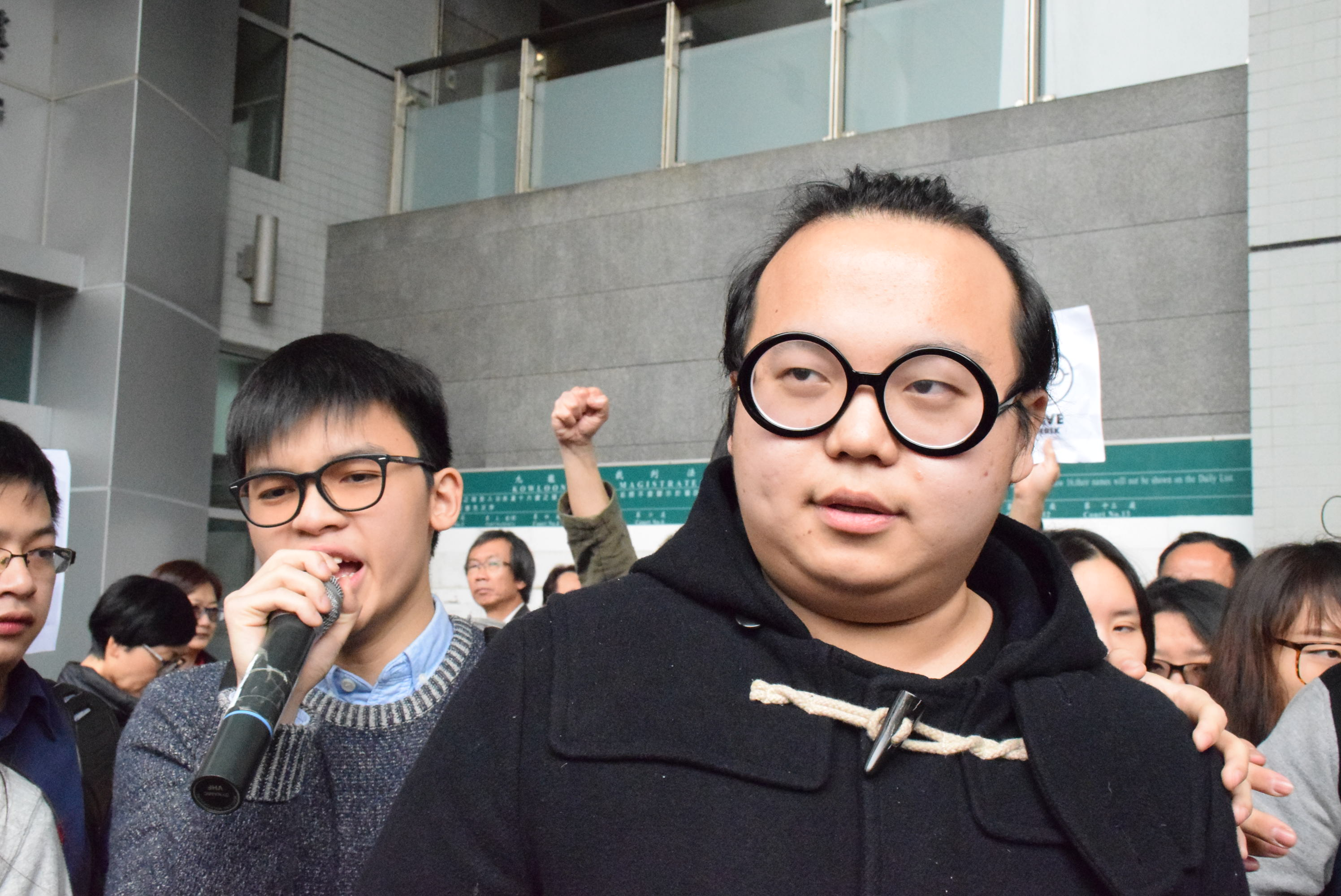
被控暴動罪的前學民思潮成員林淳軒（右）

37名被捕者被落案起訴後在九龍城裁判法院提堂。包括時任本土民主前線發言人、立法會新界東補選參選人梁天琦、《學苑》候任總編輯顧博謙在內的33男3女，各被控一項暴動罪，其中一個報稱無業的女被告改控參與非法集結罪。涉及參與暴動罪名的其中4名被告，其代表大律師在庭上投訴指警方拘捕時以警棍襲擊他們身體，有被告需要到醫院縫7針、出言恐嚇、誘使口頭招認及不准被告休息眾被告毋須答辯，全部准以500元至20,000元保釋，其間不得進入指定的旺角區域。各被告獲准保釋離開法庭後，有超過20人以衣服、頸巾、紙皮等物品包圍，阻擋在場記者拍攝被告人士。。
而警方在葵涌某工廈搗破一個聲稱的「武器庫」，檢獲包括刀具、手工皂用材料及化學物品等物品，並以涉嫌藏有攻擊性武器作非法用途拘捕一男兩女，不排除與旺角暴動有關。惟環保團體「結束一桶專棄」指該「武器庫」為民間回收有用物資的回收中心「OYIF」，指警方說法錯誤引導公眾。無綫電視《東張西望》在2013年2月亦報道有關回收倉，更稱發起人為「熱心人」。

### 2016年2月12日
學民思潮成員林淳軒、「美國隊長」容偉業，以及一名15歲男童因涉暴動罪提堂，3人均獲准保釋，需守禁足令。到中午，約30名環保人士帶同手工皂用材料、酵素和化學品到葵涌警署外抗議3人被扣留，並即場示範如何使用有關材料製作環保產品。

### 2016年10月6日
熱血公民陳柏洋參與農曆新年旺角騷亂，其間涉用水樽擲向警員，被控襲警及拒捕案，在九龍城裁判法院宣判。裁判官蘇惠德判處陳柏洋襲警、拒捕兩項控罪罪成，襲警罪被判9個月監禁，拒捕則判4個月，即時監禁，同期執行，裁判官拒絕保釋，理據為：此案的上訴理據不足；且9個月的刑期與保釋外出等候時間相距較大，故此拒絕保釋。黃毓民批評判決為政治檢控；熱血公民副主席鄭錦滿引用另一熱血公民李珏熙為例子，同樣控罪判刑為28日，批評判決不公。

### 2016年12月2日
早前被裁定在旺角騷亂時在公眾地方作出擾亂秩序行為罪成的陳卓軒被判監21日，襲警罪成的陳宇基則被判監3個月。控罪指陳卓軒在2016年2月9日在彌敦道拋出一個垃圾桶到行車線上，意圖破壞社會安寧。控罪指陳宇基在同日同地分別襲擊警長蔡國威；他另被控襲擊一名不知名警員的襲警罪則獲判無罪。

### 2017年1月9日
17歲男麥當勞店員陳浩文，在九龍城裁判法院被判18個月感化，期間需守宵禁令和接受住院式訓練。控罪指陳於旺角騷亂期間，用磚頭擲向警員，令警員膝蓋受傷。陳原被控一項傷人罪，控方早前將控罪修訂為襲擊致造成身體傷害罪，陳於2016年12月19日認罪。

### 2017年3月16日及17日
港大女學生許嘉琪（23歲）、學生麥子晞（20歲）及廚師薛達榮（33歲），在區域法院被裁定暴動罪罪名成立，被判監禁3年。控罪指，3名被告在2016年2月9日，在彌敦道北行線近豉油街，連同其他人參與暴動。各被告均考慮就定罪及刑期提出上訴。

### 2017年4月3日
32歲男子楊家倫，在區域法院被裁定暴動罪及縱火罪罪名成立，法官將案押後至2017年4月10日判刑，被告須還押。法官郭啟安說，需要時間考慮過往的案例，將會判處被告即時監禁，分別只是刑期的長短。楊報稱事發時於公開大學任職技術員，他並無案底，背景良好。
4月10日，區域法院法官判楊暴動罪監禁4年9月；縱火罪則監禁4年3月，兩罪同期執行。裁判官又指出3個奇怪的巧合讓被告更可疑，包括改掉戴眼鏡的習慣、被發現案發後一天買了一張新的八達通，以及任技術員的被告，在搜屋時發現他家中的電腦桌上並無電腦。

### 2017年8月7日
3名年齡介乎19至26歲男子，在區域法院被裁定暴動罪罪名成立，一人楊子軒（19歲）被判入教導所以改過自新；一人羅浩彥（21歲）判監禁3年；另一人連潤發（26歲）早年從內地來港，他稱當晚看見有警察向天開槍的新聞後，擔心市民安危所以到現場觀察，並在現場氣氛及壓力下作出不當行為。他獲得29封包括來自中學副校長及老師的求情信，眾人對他有高度評價。其代表大律師指出，連對歷史深感興趣，他認為警察向人民開槍具歷史意義，強調他並非受政治團體唆擺而到場，他亦非仇警、敵視警員或無視社會秩序，但區域法院法官姚勳智稱其積極參與暴動，案情嚴重，惟考慮他沒有案底及求情後，故同判監禁3年。

### 2017年8月24日
事件中另一名28歲被告蘇德成因為在旺角西洋菜南街和豉油街兩處地點掘起路磚，而被控刑事毀壞罪名，被西九龍裁判法院裁定即時監禁4個月。他承認當時掘起磚塊後把磚放進垃圾桶內，兩處被掘的磚塊面積分別2.25米×7.8米和4.6米×3.1米，路政署確認維修費共需23,000港元。

### 2018年1月22日
梁天琦被控4罪，包括一項煽惑暴動、兩項暴動和一項襲警罪，他承認襲警罪，否認餘下暴動等罪。他將會就其餘三項控罪繼續面對審訊。控罪指他於2016年2月8日至9日期間，在旺角砵蘭街和亞皆老街參與暴動，並連同黃台仰非法煽惑在場人士參與暴動，以及於2月9日在亞皆老街襲擊警務人員文錦璣。另一被告黃家駒承認一項暴動罪，他面對的一項襲警罪則於法庭存檔，控方不予起訴。法官撤銷兩人保釋，即時還押。

### 2018年4月11日
26歲報稱侍應的被告鄧浩賢，早前於區域法院承認一項暴動罪，被判入獄2年10個月。案情指，於2016年2月9日清晨4時左右，當時警方設立防線，但聚集在山東街的人群向警員投擲磚塊，有片段拍到被告向防線投擲物件。警方未能驅散人群並向彌敦道南行線撤退。人群則繼續攻擊和襲擊倒地的警員。
鄧在警誡下承認曾搖動路牌及扔磚塊，但稱沒有惡意。精神科醫生稱他患有過度活躍症。法官認為被告行為妄顧他人安全，惟考慮被告認罪和因病影響，並可能只是貪玩，但強調無論個別被告作過甚麼行為，嚴重性依然在於其是眾多參與暴動者的一員，表明法庭一般不會單獨考慮他的刑責。

### 2018年5月18日
梁天琦等5人被指參與暴動。經過3天商議，到下午，9人陪審團一致裁定梁天琦煽惑暴動罪脫，一項暴動罪成，另一項牽涉其他3名被告的暴動罪則未能達成有效裁決；第三被告盧建民暴動罪亦罪成，而被告林倫慶的3項暴動罪全部罪脫。法官將相關事宜押後至6月11日再訊。不過陪審團商議裁決期間，司法機構收到附有偷拍4名陪審員照片的匿名電郵，電郵並寫上「還有很多」，據了解照片是在庭內拍攝。司法機構就事件報警，法官同時安排警方派人駕車護送陪審員離開及向他們提供24小時求助電話。

### 2018年5月31日
10名被告暴動罪成，各人被判監2年4個月至4年3個月，以及判入教導所。法官郭偉健指保護公眾安全是法庭的壓倒性責任，強調暴力行為在法治社會是不能容許，判刑要懲罰和阻嚇，政治信念非減刑因素，是「走後門」。

### 2018年6月11日
本土民主前線前發言人梁天琦判囚6年，襲警罪則判囚12個月，兩項刑期同期執行。同案被告盧建民判囚7年，為香港開埠以來最重的暴動罪判刑。已認罪的黃家駒判囚3年6個月。高等法院法官彭寶琴拒絕接納政治背景為求情理由。代表梁天琦的資深大律師蔡維邦在判刑後表示，今次刑期「一啲都唔輕」（一點都不輕）
英國保守黨人權委員會副主席貝內迪克特·羅傑斯發出新聞稿，回應梁天琦等的判刑時引述前港督彭定康的評論，指《公安條例》現時被政治利用，重判民主派和其他社運者。民主派認為刑期過重，經民聯梁美芬表示判刑符合社會期望。

### 2020年11月23日
3名分別22歲、23歲和32歲男子被控暴動、縱火和刑事損毀等共項4控罪。其中22歲被告和23歲學生分別被判入獄36個月及27個月；而經審訊後被裁定縱火罪成的32歲次被告判監36個月。法官練錦鴻指雖然被告支持民主，不過直言他們的行為以暴力威逼他人，其手法、邏輯與一般獨裁者沒有分別。而被告年輕非任意妄為的藉口，被告破壞社會互信和安寧的行為，需要判處具阻嚇性的刑罰。

### 各被告判刑列表[219]
| 姓名   | 案件編號       | 控罪                            | 判刑          | 備註 |
| ------ | -------------- | ------------------------------- | ------------- | --- |
| 莫嘉濤 | DCCC 901/2016  | 暴動 襲警 刑事損壞              | 監禁4年3個月  | |
| 李倩怡 | DCCC 901/2016  | 暴動                            |               | 目前流亡至台灣，在台已逾期停留。 |
| 鍾志華 | DCCC 901/2016  | 暴動                            | 監禁3年9個月  | |
| 何錦森 | DCCC 901/2016  | 暴動                            | 監禁3年9個月  | |
| 霍廷浩 | DCCC 901/2016  | 暴動                            | 監禁3年8個月  | |
| 陳和祥 | DCCC 901/2016  | 暴動 襲警                       | 監禁3年5個月  | |
| 鄧敬宗 | DCCC 901/2016  | 暴動                            | 監禁3年半     | |
| 李卓軒 | DCCC 901/2016  | 暴動                            | 監禁2年9個月  | |
| 林永旺 | DCCC 901/2016  | 暴動                            | 監禁3年8個月  | |
| 葉梓豐 | DCCC 901/2016  | 暴動                            | 教導所        | |
| 吳挺愷 | DCCC 901/2016  | 暴動                            | 監禁2年4個月  | 原被控襲擊他人致造成身體傷害, 但不予起訴                                                                                            |
| 麥子晞 | DCCC 710/2016  | 暴動                            | 監禁3年       | 曾提出上訴，被高等法院上訴庭駁回 |
| 許嘉琪 | DCCC 710/2016  | 暴動                            | 監禁3年       | |
| 薛達榮 | DCCC 710/2016  | 暴動                            | 監禁3年       | |
| 楊家倫 | DCCC 875/2016  | 暴動 縱火                       | 監禁4年9個月  | |
| 黃台仰 | HCCC 408/2016  | 暴動 煽惑暴動 煽惑非法集結      |               | 於2017年11月離港後未有回港，目前受到香港警方通緝，待國際刑警協助。 2019年5月紐約時報報導指他和李東昇已於2018年5月獲德國難民庇護資格 |
| 梁天琦 | HCCC 408/2016  | 煽惑暴動 兩項暴動 襲警          | 監禁6年       | 煽惑暴動不成立，一項暴動不成立。扣減刑期後，已於2022年1月19日刑滿出獄，並交付保護管束。                                             |
| 容偉業 | HCCC 408/2016  | 暴動 非法集結 煽惑非法集結 襲警 | 監禁3年       | 襲警、兩項暴動成立；煽惑非法集結、兩項暴動不成立；非法集結未能達成裁決。已於2021年3月17日刑滿出獄。                                 |
| 李諾文 | HCCC 408/2016  | 暴動                            |               | 一項暴動不成立 |
| 盧建民 | HCCC 408/2016  | 暴動                            | 監禁7年       | 所有判決中最重的 |
| 袁智駒 | HCCC 408/2016  | 暴動                            | 監禁3年       | |
| 林傲軒 | HCCC 408/2016  | 暴動 非法集結                   |               | 兩項控罪不成立 |
| 黃家駒 | HCCC 408/2016  | 暴動 襲警                       | 監禁3年半     | 襲警罪留檔處理 |
| 李東昇 | HCCC 408/2016  | 暴動 襲警                       |               | 於2017年11月離港後未有回港。2019年5月紐約時報報導指他和黃台仰已於2018年5月獲德國難民庇護資格                                        |
| 林倫慶 | HCCC 408/2016  | 暴動                            |               | 罪名不成立 |
| 鄧浩賢 | DCCC 581/2017  | 暴動                            | 監禁2年10個月 | |
| 畢慧芬 | DCCC 570/2018  | 暴動 襲警                       | 監禁3年10個月 | |
| 陳柏洋 | KCCC 514/2016  | 襲警 拒捕                       | 監禁9個月     | 曾提出上訴，被高等法院上訴庭駁回 |
| 陳卓軒 | KCCC 2170/2016 | 在公眾地方作出擾亂秩序行為      | 監禁21天      | 曾提出上訴，被高等法院上訴庭駁回 |
| 陳宇基 | KCCC 2170/2016 | 襲警                            | 監禁3個月     | 曾提出上訴，被高等法院上訴庭駁回 |

## 影響

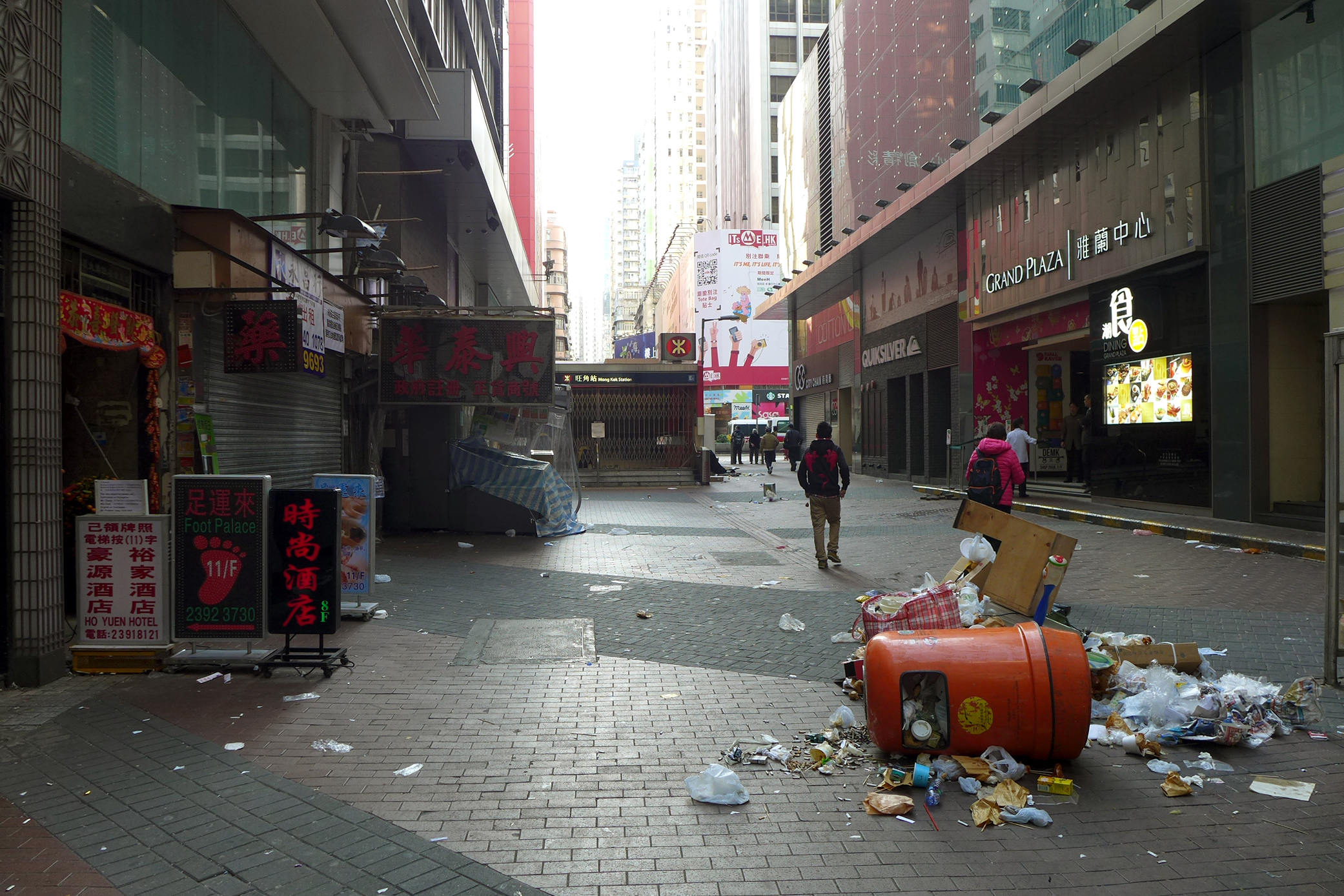
港鐵指受旺角公眾活動影響，旺角站一度關閉4小時

- 多條街道受騷亂影響，包括西洋菜南街、花園街、通菜街、洗衣街、山東街及豉油街的街上滿目瘡痍。在豉油街近花園街交界，一輛的士擋風玻璃被示威者打破。街道上多個路牌被撬起，而地面遺下一堆被火焚燒過的雜物，並傳出燒焦的氣味。而行人路面有不少磚塊被撬起，磚塊地面留有血跡和染血。[220]其後警方於早上清場，並封鎖有關範圍禁止市民進入。
- 警方一度封鎖彌敦道和亞皆老街部分路段，市民和車輛需繞道而行。
- 港鐵表示受旺角公眾活動影響，旺角站暫時關閉4小時，荃灣綫及觀塘綫列車不停該站，乘客需在油麻地站或太子站下車。港鐵又應警方要求，關閉油麻地站A1及A2出入口。旺角站在早上9時45分重開。[221]
- 香港中文大學以騷亂中有多人受傷及學生被捕，引致校長沈祖堯感痛心及擔憂為理由，首次取消原訂2月15日舉行的新春傳媒茶敘。[222]
- 被焚燒的的士、被砸碎的珠寶店櫥窗玻璃和女人街排檔的支架、帆布都因為事件被定性為暴動而不獲保險公司賠償，招致重大金錢損失。[223]
- 有不少店舖落閘不開門，砵蘭街的朗豪坊商場保安升級，為怕有人捲土重來破壞，工人將商場一帶的坑渠鐵蓋用索帶綁好，避免被人當成武器。[224]

### 示威者目標達成
- 衝突後的2016年2月9日晩上，旺角朗豪坊外「朗豪夜市」順利開業，未有食環署或警察阻止。[225]

### 2016年香港立法會新界東地方選區補選
旺角騷亂使原本勝選高、泛民主派候選人、公民黨楊岳橋被迫調整策略，而泛民主派為免選票被本土派本土民主前線梁天琦分薄，讓建制派候選人、民建聯周浩鼎漁人得利，泛民主派團結支持楊岳橋，以保住民主派在立法會地區直選過半數亦即「分組點票」的否決權。而梁天琦獲黃毓民支持。
事件被認為影響補選的結果，楊岳橋最終以37%選票相對多數，擊敗獲得35%選票的周浩鼎，而梁天琦獲得15%的選票。補選讓本土派一度聲勢大震，而梁天琦在選舉論壇中所涉及的香港獨立言論，被認為引發香港政府發出確認書阻止有香港獨立傾向的人參選香港立法會，梁天琦最終無法參與2016年香港立法會選舉。參見2016年立法會參選確認書風波。

## 評論及回應

### 政府
- 特首梁振英於2月9日早上主動就旺角衝突事件會見記者，將事件定性為「暴亂」。他嚴厲譴責暴徒目無法紀，拋擲物件嚴重危害警員和在場人士的安全；强調政府絕不姑息，會全力緝拿暴徒歸案，繩之於法；又說全球各大城市中港警處理此次暴亂的手法最為克制。被問到今次行動背後組織是否本土民主前線、今晚會否取消煙花慶祝活動，梁振英指，不會姑息任何團體和個人策劃進行或參與任何性質的暴亂事件，無計劃取消今晚的新年慶祝活動。他其後與保安局局長黎棟國探望受傷警員。[226]
- 保安局局長黎棟國表示，警方仍調查事件，會盡力拘捕疑犯。至於警察向天開槍做法是否有問題，黎棟國指，大家都在電視看到發生甚麼事，指一名警員倒地後仍被襲擊，所以其他警員需要採取任何必要的行動去維持和平（keep the peace）。對於警方向天開槍後，一度用槍指向示威者，做法是否有問題，黎稱警方有嚴謹使用武力守則及嚴格訓練，當警員自己或他人生命受威脅時在別無選擇下可使用槍械，形容開槍警員「做了他認為正確的判斷」。至於是否恰當，黎說現階段未能作出判斷。另外《警察通例》第29章03條列明警察如不能以較溫和的武力達到目的時，便可使用槍械，當中無明文提到可否向天開槍。[227]至2月11日，警方表示該警員是根據警隊的武力使用守則，為保護同僚免受生命威脅襲擊及自身安全使用槍械，沒有違反《警察通例》。[228]不過他稱政府對《基本法第23條》的立場沒有因今次事件而改變。[229]
- 署理旺角警區指揮官邱紹箕表示，2月8日晚上10時左右，收到相關政府部門公職人員報警指在旺角砵蘭街有小販非法擺賣時執行職務受阻。警方到場協助，發現大批人士集結在馬路上，影響公眾及其他道路使用者安全。其後曾發出多次呼籲和警告，要求有關人士返回行人路，但有關人士拒絕聽從。有激進分子更手持自製武器及盾牌向警方推撞，與警方發生衝突，事件演變成暴亂。由於大批暴徒使用不同硬物襲擊警員，令同事生命安全受到威脅。在別無選擇的情況下，警員在亞皆老街及上海街交界開了2槍示警[230]。他又表示，現場有車輛運送物品給暴徒使用，不排除是有組織及預謀的暴力行動。警方強烈譴責示威者破壞法治的暴力行為[106]。
- 香港政務司司長林鄭月娥於2月9日表示，是次事件為徹頭徹尾的暴動。同時呼籲各政黨及政治組織不應以任何藉口（例如：政府管治問題、小販管理事件等）為由掩飾事件，並認為香港社會應就真相共同譴責事件[231]。她說，大部分香港市民看到畫面令人震驚，表示崇尚自由及理性的社會，都不容許這些事發生，又強調今次事件並非普通的示威行動，似乎是有組織不斷衝擊前線執法人員[232]。
- 香港財政司司長曾俊華對暴亂感到痛心和憤怒，譴責滋事者超越法治底線[233]，他認為這場暴亂並不是本土行為，而是一小撮人的不理性行為，因為本土人士是珍惜香港，不會損害港人的利益。[233][234]又稱小販問題只是藉口，用來掩飾不理性行為。[235]
- 食物及衛生局局長高永文表示2月8日晚食環署人員在砵蘭街巡邏受包圍及挑釁攻擊。高永文指當晚食環署人員未有採取任何執法行動，卻遭逾50名人士包圍叫囂、指罵、侮辱及推撞，作出衝擊和暴力行為，導致食環署人員受傷。其後有人把兩架木頭車推向食環署人員。考慮到當時木頭車上可能有明火煮食及滾油以及市民與執法人員安全，食環署人員於晚上9時45分尋求警方協助。高永文譴責當晚暴力行為。[236]他又指若區議會有共識在節日設墟市讓小販擺賣，政府會盡量配合，而政府去年（2015年）已解釋小販政策。[235]強調無意打擊小販活動，只是希望避免影響公共衛生和市民安全，如提議流動熟食攤檔用墟市形式營運，當局可發出臨時牌照。[237]但實際上食環署處理小販問題處於兩難，既要顧及小販生計，亦要關注公共衞生等問題。[19]2月11日及13日，食衛局兩次聲明重申小販管理隊人員當時執行一般巡邏工作，部分人指控暴亂是因小販管理引起屬極不公平，與事實不符，必須澄清。[238][239]
- 香港立法會主席曾鈺成認為政府施政確實有不足，但不能作為暴力行為的理由。他不認同「官逼民反」四字作為放火、擲磚頭等行為的理由，認為說「官逼民反」的人應該反思。[240]他又認為即使有《基本法第23條》立法亦解決不了問題。[229]
- 2月9日早上6時45分，警方向傳媒交代時以「暴徒騷亂」形容示威者行動，指事件中最少有44名警員受傷，不排除事件屬有組織、有預謀的暴力事件。警方強力譴責有關人士破壞法紀的騷亂行為，一定會嚴正執法，並繼續調查及追究事件，不排除有進一步拘捕行動。[241]
- 2023年8月2日，保安局長鄧炳強於社交網站上載短片，形容2014年「佔領中環」後有人渲染和平上街無效，而提出加入暴力元素，導致2016年的旺角暴動的發生。[242]

### 政治團體
- 本土派團體荃灣民生動力、荃灣社區網絡、屯門社區網絡、梁漢威競選團隊、沙田社區網絡發表聯合聲明對2016年2月8至9日香港警隊的行為發出譴責。聲明中指警察運用專權驅散群眾，並非讓市民自行散去，招致衝突發生。又指行動之中，警方錯估形勢，驅趕示威者至亞皆老街，造成混亂，實屬警方過失。再指出開槍示警不但是過份使用暴力的行為，而且切實地對其他道路使用者造成生命安全威脅，可見當名警員並無確切考慮而開槍。又指出，由於開槍事件引發更大的警民衝突，在雪球效應下以至旺角多處佔領，警方角色責無旁貸。又警告又任何策劃是次行動的警員，必須提供符合法理之解釋，對自身之行為負責。最後對2月8日凌晨警方袖手旁觀之舉表示極度遺憾並加以譴責：屯門良景邨小販被自稱管理員以及涉嫌沒有持有有效保安人員許可証人仕，以鐵馬包圍、襲擊、強搶手推車等粗暴行為對待，而警方以私人地方為由，對施暴者行為若視無睹。[243]
- 學民思潮發表聲明對着警員向天嗚槍和槍指市民予以強烈譴責，又表示極度憤慨。聲明中指出警方採取行動期間大破先例，有警員疑因未能控制個人情緒及感到生命受威脅，而用配槍指向市民，更向天嗚槍三發，但警隊有明文條例及指引示明警員在任何時侯皆不能向天嗚槍，並且不容許人員以向天開槍作為示警方法。又認為，凌晨的衝突之所以陷入近乎失控的狀態，主因正正是警方使用不恰當的武力，而凌晨的鳴槍事件，亦劇化了雙方的情緒，導致場面難以控制。又指這事件源於警察故意挑動民憤、製造警民對立，而且亦是警員先使用暴力對待市民，實在讓人震驚。又指由佔領運動（雨傘運動）開始，警方一直對市民使用不當的暴力，亦不斷加深市民對警方的憤怒與不信任，令市民難以信任警方，亦令近一年來市民的抗爭行動越加激進，最終導致是衝擊發生。聲明最後，指出警方激化矛盾責無旁貸，他朝必會承擔更沉重的政治後果。[244]
- 青年新政發表聲明強烈譴責香港政府及香港警務處對抗爭者使用槍械及其他暴力。聲明中指「當香港人以為9·28催淚彈已是警察暴力的底線，我們錯了。『速離否則開槍』終於在2016年2月9日大年初二凌晨化為現實，我們所熟知的香港已然消亡」，又指在該夜掃盪無牌熟食小販的行動中，「港共」政權指揮的香港警察使用完全超出比例的武力，再指該夜警方的行為已經遠超香港市民的底線。在抗爭過程當中，包括青年新政在內的本土派政治團體均有成員被粗暴方式拘捕，甚至有受傷的立法會選舉候選人被粗暴拖上警車。聲明最後指出，抗爭已踏上新階段，於2016猴年我們必須奮起。[245]
- 新民主同盟2月9日發表聲明對旺角衝突事件表示遺憾，並慰問事件中所有傷者。聲明中提及對食環署一反常態，農曆新年期間大舉打擊小販難以理解。要求政府檢討墟市小販制度，促進社區經濟。另提到政府沒有正視警務人員濫權問題，甚至縱容疑似黑幫滋生令衝突加劇。對此新民主同盟譴責一切暴力之源頭，尤其是制度暴力。對於事件中有警員向天嗚槍，聲明中要求政府成立由大法官主理的獨立委員會徹查事件，並要求對開槍警察和滋事分子秉公辦理、嚴正執法。同時聲明中表明對「與民為敵」執政方針不能接受，強烈抗議執政者在明顯引起民怨民憤情況下，蓄意作出有違大眾期望的行為。就此要求政府平息民怨，正視市民訴求。最後就事件要求各方克制，敦促政府維護新聞自由，警方保障前線記者安全，報導事情真相。[246]
- 民主黨發聲明回應旺角發生的暴亂，認為事件不能讓兩派容忍、並譴責任何暴力和縱火行為；對於有記者採訪期間遇襲受傷，深表憤怒，譴責襲擊前線警員的暴力行為，對受傷人士致以慰問。[247]聲明又指，襲擊警員事件與向天開槍示警事件均需全面調查，公開結果，追究違法行為；要求政府全面檢討社會嚴重矛盾的深層原因, 包括民憤不斷累積爆發、港府為何失去管治威信及今次導火線的小販政策。[248]
- 公民黨回應旺角騷亂，指事件是由民生事件而起，因處理欠佳，發酵為騷亂，原是可以避免。公民黨又譴責暴力行為，指示威者縱火、掟磚、襲擊警員和記者，多人受傷，財物損毀。記者正常採訪受阻、受襲，工作器材被惡性損壞，嚴重破壞新聞自由，公民黨絕對不能接受。[249]
- 民建聯強烈譴責暴徒引發旺角暴動，並表示憤怒，希望警方盡快將暴徒繩之於法，嚴懲以儆效尤。民建聯表示，事件令人憂慮非法佔領所衍生的暴力違法意識，正繼續擴散蔓延。[250]
- 新民黨強烈讉責旺角暴動的滋事份子，並支持警方嚴正執法，盡快將滋事份子繩之於法。[251]
- 新民黨主席、行政會議成員、前保安局長葉劉淑儀出席車公廟活動後回應事件時表示，對事件非常震驚，形容示威者「借題發揮」，事件是「佔中的延續」，她予以強烈讉責，並希望律政司及法庭正視事件。同時她表示警察開槍只是保護自己[252]
- 激進建制派愛港之聲等多個團體遊行支持警方執法，團體到灣仔香港警察總部送上鮮花果籃，向受傷的警員致以慰問及打氣。[253]
- 社民連成員遊行至香港禮賓府，梁國雄不贊成以蓄意傷害他人身體和毀壞公物方式去爭取改革，但認為暴亂源自政府施政有問題，敦促梁振英下台，歸還港人民主自治的權利。[253]
- 香港2020表示，旺角發生的警民衝突，結果演變成暴亂事件，強烈譴責暴力行為，並感到十分痛心。召集人陳方安生指出，香港社會上有不同意見，從來都可以和平解決，要求當局全面深入調查事件，又呼籲行政長官要以團結香港為己任，解決社會深層次矛盾。[254]
- 本土民主前線召集人黃台仰接受商台訪問時表示，他認為示威者的行為不可以用「暴力」作定義，又指相比其他國家發生示威，擲磚頭的行為「不算十分激烈動作」，希望社會專注於警方濫權、無故拘捕及使用武力的問題。他們目標是要展示市民力量，令政府知道，若堅持強硬管治方式，只會「逼狗入窮巷」。他又指出這次暴亂的模式則和六七暴動比較接近，但強調昨晚並非暴動。[255]
- 人民力量發聲明指農曆新年期間一向有小販擺賣，警方及食環署一直沒有疏導處理，單純以掃蕩方式對付，根本未能妥善回應民意，政府必須全面檢討小販政策。梁振英政府上台以來，在政改、法治、言論自由甚至民生問題上，不停與香港市民作對，倒行逆施，警方過去幾年種種執法不公，激烈衝突因此而成。梁振英的管治失效，令香港民怨沸騰，是香港現時一切亂象的根源。對於衝突事件，警方一開始採用不必要的驅散方式，首先造成衝突。人民力量譴責在人煙稠密的市區地方開槍示警的行為，並要求警方立即向香港市民致歉，徹查事件，並保證不會再有同類事件發生。然而，人民力量難以認同衝突中有小部份示威者以玻璃樽、磚頭及硬物擲向警方及記者的做法。在街頭縱火，破壞的士等並非對準政權、純粹洩憤製造混亂的行為，更是毫不必要。至於一切襲擊前線記者的行為，嚴重損害新聞自由，無論是源自警方或示威者，我們都表示強烈譴責。[256]
- 新思維十分關注零晨在旺角出現的暴力事件，指出香港已在緊急時刻，此次暴力事件是挑戰香港核心價值，是向愛好和平的全港市民作出挑釁。[257]
- 2016年2月11日，民建聯成員、立法會議員蔣麗芸覺得（當時混亂中）好多時候大家好像打得瘋狂，又説即是「傻晒咁」（好像全都瘋了），又覺得（警察）錯誤拘捕了人、扑錯人或不小心打錯人是不出為奇。又指，他們歡迎年青人發表意見，但如果透過暴力行動，未爭取到訴求已破壞家園，令下滑的經濟雪上加霜，促請警方嚴懲暴徒。[258]
- 全國人大常委范徐麗泰亦不認為暴亂與《基本法第23條》立法有相關性，示威者在現場喊「香港建國」，認為他們非單純的本土派，而是謀求港獨，故暴徒被定性為「分離分子」是可以接受[259][260]。她又認為擲物襲擊警方的人戴口罩，不願以真面目示人是懦夫所為。她指社會須紓緩青年的不滿，但有不滿亦不能作出衝擊行為。[261]
- 民建聯立法會議員李慧琼在節目《城市論壇》中表示社會應對暴力行為予以譴責及與之切割，形容擲磚塊及襲擊警員的暴力有如癌細胞，將香港推向危險邊緣。[262]

### 傳媒團體
- 2016年2月9日，無綫電視發表聲明指該台多隊攝影隊在旺角採訪騷亂期間，多次被現場示威者遮擋鏡頭，並受到粗言穢語辱罵。而在西洋菜街拍攝有人焚燒雜物時，有人向採訪隊投擲雜物，期間該台攝影師更加遭到示威者以碎裂的玻璃瓶襲擊，攝影師以手阻擋時被割傷。無綫電視新聞部表示「強烈譴責這些暴力行為」，又認為「他們已經嚴重干擾採訪自由，企圖剝奪公眾的知情權」，新聞部又表示會「繼續無畏無懼，向社會揭示社會的真像」。[263]其後，逾300名市民向通訊局投訴，絕大多數投訴指無綫使用「暴徒」、「滋事份子」、「暴亂」及「暴動」有誤導及不公平，對示威者存有偏見，亦指把示威者標籤為「暴徒」，令人聯想其行為涉及觸犯暴動罪，等同未審先判，可能妨礙公平審訊。另外有投訴指報道內容偏頗及親政府，因為有關報道多次播放警察遭示威者襲擊的片段，以及將不同時段發生的事件剪輯及不按時間順序播放。部分投訴指沒有關於示威者和記者被警察襲擊的報道。其後通訊局裁決認為投訴理據不足，決定無須向無綫採取進一步行動。[264]
- 2016年2月9日，香港電台就其新聞部記者凌晨在旺角採訪期間遭到暴徒襲擊事件發表聲明，强烈譴責任何暴力行為。[265]
- 2016年2月9日，《明報》發表聲明指當天凌晨該報一名記者在旺角登上一輛停駛巴士上層採訪示威，遇到警方清場。其後該記者表明身份，並聽從警方指示離開巴士之際，但離開巴士後即被在場警員以暴力對待，致記者頭部和手指受傷，到醫院後頭部更要縫針治療。《蘋果日報》拍得片段。《明報》又對事件深表遺憾及震驚，譴責涉事警員的行為，嚴正要求警方徹查事件。[266] 不過事隔逾兩年，投訴警察課終於回覆投訴人，指不能確定被投訴的警務人員身分和未能充分證明投訴屬實，故列作「無法追查」或「無法完全證明屬實」。明報職工協會對於警察投訴課的調查結果感到憤怒及強烈不滿。[267]
- 香港記者協會及香港攝影記者協會強烈譴責暴力行為。記協對多名記者在旺角暴動中遇襲受傷，並一度成為襲擊目標表示極度憤怒，嚴厲譴責粗暴妨礙採訪自由，認為多宗暴力行為嚴重踐踏新聞自由，破壞香港核心價值，無助解決當前社會矛盾，又要求警方徹查事件，將行兇者繩之於法，同時呼籲傳媒機構管理層高度關注記者採訪時的安全，重新檢視及提升安全裝備。而攝記協亦發聲明，對記者及攝影記者於採訪中遇襲及被阻擋感到極度憤怒及予以嚴厲譴責，認為任何針對記者的暴力行為，將徹底破壞香港尊重言論自由的基礎，認為不同立場的聲音和觀點亦應互相尊重，更不應發洩於新聞工作者身上。[268]
- 2016年2月9日，新聞行政人員協會聲明指出，對於有記者被粗口辱罵及阻撓採訪表示極度遺憾，並強烈譴責暴力，指出上述行為已嚴重阻礙新聞自由採訪、破壞香港法治、剝奪公眾知情權。又盼警方徹查事件，早日將行兇者繩之於法，維護新聞自由及法治。另外，該會強調，新聞工作者的天職是如實客觀報道事件，不會受暴力威嚇，必定會堅守崗位報道事實真相。[269]
- 2016年2月11日下午，《明報》職工協會向警務處處長盧偉聰發公開信，要求警方就該報一名記者2016年2月9日凌晨採訪旺角衝突期間，被多名警員圍毆導致多處受傷、後腦流血一事展開刑事調查，並要公開交代施襲警員的身份，更要向受傷記者道歉。公開信指工會對事件深感憤怒，強調事發時記者身上掛有記者證，並多次向在場警員表明自己記者的身份，但他仍被多名手持長盾的警員壓到地上腳踢及用警棍毆打。工會批評當時記者無危及警員安全，即使部分警員未能及時辨認記者身分，「面對手無寸鐵的市民，警員所用武力實在令人難以理解」，直斥警員無故向沒有作出攻擊行為的人施以暴力，結果與暴力襲擊無異。工會要求警方徹查事件後公開交代涉事警員的人數、身份、所屬部門和動武原因，並要向遇襲的記者道歉。 [270]

### 紀律部隊
- 懲教事務職員協會發聲明，關注旺角昨晚發生的騷亂，指香港的的繁榮安定，有賴各人守法循規，共同建設。協會全力支持警方果斷執法，並慰問受傷警員。協會又嚴厲譴責暴徒使用暴力，破壞社會安寧。[271]
- 公務員工會聯合會發聲明，強烈譴責昨日旺角暴動中的示威人士使用暴力，襲擊前線警員及記者，有關行為罔顧市民安全，事態非常嚴重。協會指，香港是一個有高度法治社會，市民絕不容忍非法暴力行為，要求政府追究事件，維護穩定。[272]
- 前入境處職員協會就旺角的暴亂情況發聲明，嚴厲譴責暴徒行為，支持警隊嚴正執法，維護香港治安，並深切慰問受傷警員及記者。[273]
- 入境處四個工會，包括入境事務主任協會、入境事務助理員工會、入境事務處人員協會及入境處員佐級總會，深切關注旺角暴動。該四個工會均嚴厲譴責事件中暴徒之行為，支持警隊嚴正執法以維護法治，並慰問暴亂中受傷的警察同袍。[274]
- 前監警會委員鄭承隆表示，年初一晚旺角暴動中，有警員向天開槍事件，他多次翻看片段，認為警員當時只有選擇向天或滋事分子開槍示警，而最終決定向天開槍是別無選擇，保護同僚，他說警員開第一槍後，仍有示威者推進，以及扔卡板，警員在此情況再向天開第二槍，其後亦即時有警員向上級匯報，是專業合理。[25]
- 有前線警員批評政府及警隊軟弱，上級命令錯誤，部署失當。[275]

### 大專院校
對於此次騷亂，所有大學及當時即將升格為大學的香港教育學院學生會均一致地斥責警方的濫權及政府的暴政引起此次騷亂，並偏向支持示威者對抗香港政府及警權暴力。
- 2016年2月10日，香港大學學生會發表聲明，指事件中警方刻意挑起民憤，「如果PC5619因恐懼而開槍，敢問市民慘遭黑警棍揮腳踢，又當如何？」[276]，並指冰封三尺，絕非一日之寒：磚頭火舌僅其物象表徵，專制政權壓迫實為原兇，強調永遠站在反抗者一方。[277]
- 香港大學學生會學苑以《香港人，把握希望》就旺角衝突發表聲明，指爆發衝突是無人願見卻無可避免的結果。批評食環署聯同警方掃蕩打壓小販，忽略民意、民生、民情常識，破壞了法理情的平衡，更把警民置於不必要的對立面。另外強烈譴責警方多次強阻拍攝，並使用警棍毆打記者，甚至逕行逮捕，視記者尊嚴為無物，並表示守護香港新聞自由的決心。同時認為警方一切行動把市民推向衝突邊緣，加上有同學無故被捕，不但打壓公義，而且扭曲社會秩序。認同任何一塊磚頭，都是更正扭曲的秩序之抗命呼聲。最後提到政府若不更弦易轍，在一切假對立之下，香港人只會失去更多，政權亦必然付上更大代價。[278]
- 2016年2月10日，香港中文大學學生會以《政權為非作歹 燃起抗暴之火》為題，就旺角衝突發表聲明。當中指警方、食環署及「管理員」聯手打壓，趕絕小販的生存空間。另特別提到有警員向天鳴槍示警，既激化矛盾，亦可能有流彈誤傷市民，指出此舉嚴重違反警察通例。其後提到兩名中大同學被補，其中一名遭警方缺搜查令下強行入屋。認為警方已變喪家之犬，瘋狂濫捕亂控、粗暴強行入屋，程序公義亦告崩壞，要求濫捕行為必須立即停止。聲明提到事件一切源於政權長期打壓所致，並指出「兩發子彈是為火種，引爆市民積怨，梁振英燃起港人的抗爭之火，到頭來必遭反噬，港共政權禍港之責實在無可推卸。」[279]
- 香港科技大學學生會就2月8日街頭風波發表聲明，表示旺角連場波動令人痛心疾首，並認為政府造成現今官迫民反之局面。旺角騷動源於食環署無視人情法理，借警察之手強行驅趕熟食小販，加上警員向天鳴槍，觸發民恕所致。聲明強調示威者曾堅持和平、理性、非暴力之原則，反之當權者倒行逆施，造成一切惡果，與人無尤。對於警方連串拘捕行動，示威者扣上參與暴動之惡名，甚至遭受不人道對待，學生會表示憤怒。當權者藉此在社會上散發白色恐怖，造成寒蟬效應。 [280]
- 2016年2月10日，香港浸會大學學生會以《民不畏死 奈何以死懼之》為題，就2月8日旺角之役發表聲明，強烈譴責港府使用不合理武力對待示威者，並指政府一寸一分的打壓，示威者定必十倍奉還。其後舉出香港主權移交種種荒誕之事：雨傘革命警方暴力清場、大白象工程不斷通過超支撥款、普教中誓滅粵語文化等，不斷踐踏港人底線，壓迫港人民族。香港特區政府迫港人踏上勇武之路，勇武抗爭必定會接踵而來。最後以「高牆與雞蛋，我們永遠站在雞蛋一方。雞蛋永遠是雞蛋，那怕武裝了，它仍然是雞蛋。」一段作結。[281]
- 香港理工大學學生會發表聲明，強烈譴責警方不恰當使用暴力。對於警方秋後算帳的大規模拘捕行動絕不認同，並認為警方未申請搜查令下強行入屋搜證，知法犯法的行為極度荒謬。誠然學生會不樂見香港社會發生任何導致社會動蕩或人命傷亡的事，但認為背後原因眾多(例如:高鐵撥款硬闖立法會財委會、李波被失蹤事件等所起)，就此要求政府立即正視及解決的問題，而非推卸責任予市民身上。 [282]
- 嶺南大學學生會以《新年伊始 官逼民反 強烈譴責黑警於旺角街頭濫用暴力》為題發表聲明，強烈譴責警方以亂棍毆打手無寸鐵的市民、濫用胡椒噴霧、催淚水劑及催淚彈及使用荷槍實彈向天示警等失德之舉。同時認為港府一手造成官逼民反的局面，必須負上最大責任。[283]
- 香港公開大學學生會發表聲明，指警方濫用暴力，尤其警員向天開槍及以槍指向示威者一事令人髮指。不但妄顧市民性命，甚至威脅記者拍攝安全，令普羅大眾對警察失去信任。聲明亦指出聲援小販而引起衝突的原因是政府漠視民意，造成社會不公，引起民怒沸騰所致，並質疑政府處理小販問題之手法。學生會要求政府正視社會問題，聽取民意，並停止警方暴力對待市民及記者。 [284]
- 香港樹仁大學學生會以《不願讓《十年》成真》為題發表聲明，指主流電視大台為達至「維穩」目的，扭曲事實，刻意隱瞞警察開槍和打人，或新界東候選議員被帶上全黑不透光車廂，把抗爭者塑造為「暴徒」。學生會認為香港電影《十年》故事的預想，疑漸成現實。聲明中引用電影其中一句對白:「我們學得最多的，是陰謀論；而我們失去最多的，是信任。」，說明現實警察開槍、濫捕，公義蕩然無存，抗爭成為唯一的出路。[285]
- 香港教育學院學生會於2016年2月11日發表聲明，指政府施政倒行逆施，人民反抗是理所當然的。教院學生會指出政府施政失敗，政策一塌糊塗引致社會民怨積壓，並引用馬丁路德金的語句「騷亂是被忽略者的語言（A riot is the language of the unheard）」，代表教院學生站在弱勢的一方。[286]
- 香港演藝學院學生會發表聲明，針對警方嗚槍和與市民互相拋擲玻璃瓶、垃圾以及磚頭，強烈譴責這次警方的做法。聲明亦批評無綫電視的新聞報道透過剪接的技巧將事件的起因及經過都演繹成一個高捧警察的效果，譴責這種顛倒是非的報道手法，擴大社會矛盾。[287]
- 恒生管理學院學生會以《不自由，毋寧死》為題發表聲明，指雨傘運動至今一連串公民反抗已揭示特區政府管治的失敗。聲明中強烈譴責警方施行不合理的暴力，肆意毆打參與示威的民眾，執行《公安條例》打壓公民自由，並指警隊暴力執法為引發此次衝突的元兇。學生會表示不同意任意的武力，但基於制度及警方暴力出現，並無理由責備反抗者，而會站在他們身旁。[288]
- 前香港城市大學政治學教授鄭宇碩表示該事件只是香港社會表達不滿，不是一次「革命」，因為它欠缺革命的行動綱領和目標[289]。

### 其他
- 關注小販團體發表聯署聲明，對於新春小販掃蕩終演變成警民衝突表示遺憾，指問題根源在於食環署嚴厲掃蕩各區夜市，警方只屬支援角色卻執法過嚴，認為雙方衝突並非必要，亦無助解決糾紛和小販與夜市的發展。聲明又指以往新年夜市是本地文化特色，但自打壓桂林街夜市後，當局嚴厲掃蕩夜市的政策並無諮詢區議會。有關團體建議應用較彈性政策處理民生社區問題，訂立小販和夜市政策，重發小販牌，以及在新年等節日時候，從寬處理夜市和小販事件。[290]
- 有在旺角砵蘭街和山東街擺賣的小販表示，示威出發點是希望幫助他們，但行為過激。[291]部分小販認為是次衝突因政府趕盡殺絕，禁止熟食小販農曆新年間擺檔數日，加上警方包圍示威者，雙方意見爭持不下所致。[292]
- 佔中發起人戴耀廷在Facebook發表《給香港市民的公開信》，表示絕對不認同「騷亂」與「佔中」有關。他解釋和平佔中是非暴力抗爭，旺角騷亂是暴力抗爭，兩者本質上有根本分別，目標、原則、信念及策略都很不同。他仍然堅信非暴力抗爭才是可持續發展的抗命方法，最有機會爭取得到多數人民支持我們的抗爭目標。不過他認為若只顧譴責眼前的暴力，而看不見暴力出現的背後的原因，便與那些把頭塞進地裏的鴕鳥沒有兩樣。若當權者不認真想法處理做成騷亂的原因，疏導由不公義制度所產生的怨恨；或認為用更強硬的方法就能處理導致騷亂的根源問題，那是犯上嚴重的政治錯誤，甚或會刺激出更大規模的動亂，管治將全面崩潰。[293][294]

### 臺灣
- 移民臺灣的香港籍國立成功大學政治學系教授梁文韜在《魚蛋革命的鳴槍敲響了港共政權的喪鐘》一文表示[295]：「香港大學學位被大力限縮，碩士生學額近八成被中國大陸學生佔據，畢業生薪資低於二十年前的水準，年輕人失業率高，根本看不到未來。香港貧富差距早已極為嚴重，香港成了中共貪官的洗錢樂園，淪為中國人的購物中心，奶粉被搶，滿街都是水貨客，這些都是2003年簽署CEPA而被鎖進中國的結果，但親中媒體在中共掌控下無法反映現實。魚蛋革命的另一原因是香港警察中國公安化，自雨傘革命起刻意製造跟民眾的對立，任何一條引缐都會導致衝突。沒有自主就沒有民主與生計，港人逆來順受的後果是繼續充當腐敗中共的奴才，放任中共宰殺香港的政權已失去正當性，革命是香港人爭回自己該有的必要手段，團結並找回革命勇氣是捍衛基本尊嚴及生計的一種價值選擇。」[70][71][72][296]
- 有臺灣社運人士認為此事件反映了政權的失控行為，猶如69年前因查緝私菸而在隔日爆發的二二八事件[297][298]有既視感，加上銅鑼灣書店股東及員工失蹤事件皆因中共當局介入干預言論自由與出版自由所致，反映出一國兩制屢屢遭受侵蝕，並警惕臺灣人民切勿相信九二共識。

### 國際媒體及組織
- 英國《經濟學人》專文指魚蛋事件是對社會、政治雙重不滿的徵兆；也是對北京、港府作為，發出的強烈警訊。高失業率及高房價、香港高鐵爭議、銅鑼灣書店股東及員工失蹤事件、真普選被否決令香港人對港府的積怨加深，也對未來的民主自由前途疑慮日深。自認為是香港「原住民」、訴求香港應有不同於中國的獨特認同的「本土民主前線」是個小團體，卻能以「正義」訴求為名號出面抗議挑戰香港警方執行公權力的正當性，顯見香港特首梁振英的治理無能，凸顯中國在香港的「一國兩制」不得民心。文章表示中國應向港人認錯道歉，著手從事政治改革，並認清所謂的一國兩制有賴於尊重香港的民主自由生活方式，而非動輒恫嚇打壓蠻幹。如果這兩個政府對港人不滿無動於衷，繼續傲慢對待人民；那麼未來還會有一整鍋魚蛋等著拿來侍候港府、北京這2位統治者。[299][300][301]
- 法國《解放報》指魚蛋革命警民衝突繼2014年秋反對北京中共政權的反叛運動雨傘革命後爆發，讓人聯想起2010年因一名小販而引發的突尼西亞茉莉花革命。[302]
- 路透社報導立法會的泛民主派議員認為事件反映社會積聚民怨，港府需為撕裂氣氛負責、檢討施政是否激發矛盾，呼籲設具公信力的獨立委員會認真徹查事件；亦有學者稱特首梁振英施政常與民意背道而馳，迫使部分人以暴力來要求港府改變，已到了對制度失去信心的地步，政府若不承認事件中的責任，「暴力邊緣論」只會更有市場，香港出現衝擊的事件會增多。[303]
- 匿名者對香港政府的網站發動網絡攻擊，表示不滿香港警方和政府處理旺角騷亂做法，經常用暴力對待市民，並企圖隱瞞事實。[304]

### 中國內地
- 2月10日，新華社發表時評文章《暴徒行徑抹黑香港法治 重創核心價值》，指暴亂事件為香港抹上濃重陰影。文章指，這種暴力傾向的違法行為，危害市民安全、破壞和諧氣氛，並嚴重衝擊了香港的法治基礎，又指這次暴亂更反映佔中所衍生的暴力違法意識正繼續擴散蔓延。暴力騷亂必將損害香港的國際形象，衝擊香港經濟，負面影響無法彌補。有人以暴力行為尋求自我存在，終會自食苦果。[305]
- 2月11日，中國外交部發言人洪磊在例行記者會上首次回應事件，表示「2月9日凌晨，香港旺角地區發生了由個別本土激進分離組織為主策動的暴動事件」，將事件定性為暴動，部分本土派被視為分離組織。[306]
- 2月14日，香港中聯辦主任張曉明在鄉議局新春團拜之後見傳媒時評論事件，他對旺角騷亂感到很震驚和痛心，強烈譴責暴徒蓄意及肆意打、砸、燒的暴力犯罪行為，認為「激進分離分子」出現恐怖傾向，並視部分本土派為激進分離勢力。另批評鼓吹暴亂有理是「是非不分」、「黑白混淆」、「意圖嫁禍於人」的奇談怪論，強調「正義能戰勝各種邪惡」。他相信在「香港不能亂」一事上市民有最大共識，大眾均希望香港和諧穩定與安居樂業，不會容忍極小數激進分離分子毀壞香港最寶貴的法治環境。不過，他並不認為本次騷亂與《基本法第23條》立法相關。[307][308][309]
- 2月16日，中國《人民日報》海外版發表評論文章：《暴亂敲響警鐘 香港須對暴力說「不」》，內容提到香港本是“全世界最安全的地方”，但法治形象在近两年却连遭损害。连日来香港各界对暴力行为作出强烈谴责。[310]
- 3月4日，全國人大委員長張德江與港澳政協委員會面時，稱有別有用心的人想「妖魔化」一國兩制，但這些手段不會有效。他未有點名旺角騷亂，但稱「有少數激進分子，蓄意製造暴亂」，威脅市民生命財產、破壞香港法治和國際形象，「絕非香港之福」。張指若有人衝擊法律，必須嚴正處理，絕不能姑息，並稱有人「不問對錯只問立場，逢中必反」。[311]

## 事件後紀念活動
於2020年1月25至27日，有網民發起四週年活動，大批防暴警員到場驅趕。
於1月25日（大年初一），入夜後旺角一帶再次爆發警民衝突。有市民在朗豪坊一帶聚集，警方拘捕最少二人並發射了鼠年首枚催淚彈。催淚煙漂向附近的夜市小販熟食檔，多名小販及途人不適。
於1月27日，警員推進期間，一名美國國家廣播公司（NBC）女記者突然被防暴警員推撞及非禮胸部，女記者要求警員交出該名警員編號，但未被理會，有警員更向記者面部直射胡椒噴霧。

### 法庭案件
一名案發時18歲，本身有自閉症男生，被指在1月27日用腳踢向一名移開路障的中年漢。案件到事件發生3年後才處理，被告早前承認暴動及傷人兩罪，到2023年1月19日在區域法院被判監禁2年，並下令被告向事主賠償6,000元。

## 軼聞

### 「扭蛋與高牆」照片
在警民衝突現場，警方組成盾陣，警民雙方以一個街口相隔對峙期間，一名男子在示威民眾一方對着警方放錢進扭蛋機。相關照片在Facebook上流傳。有媒體形容「場面詭異」，有網民則解讀為「扭蛋與高牆」。

### 涉威嚇警員被揭為早年李婉儀自殺案中關鍵人物
2018年高等法院審訊中，辯方大律師王國豪指出警員邱樹明曾以粗言恐嚇被拘捕的第五被告林倫慶，並威脅若不簽署其記事簿便會拘捕林的女友，以及再度毆打林倫慶。邱樹明後被揭發是2005年李婉儀自殺案中免費嫖妓後疑砌生豬肉逼死李婉儀的關鍵警員。

## 外部連結
- 旺角徹夜衝突 六分鐘完整版（页面存档备份，存于），香港有線新聞 （粵語）
- 【短片：年初二旺角衝突】警向天開槍警告 示威者：警向市民開真槍，實彈，想殺人！（页面存档备份，存于），明報
- 旺角暴亂：暴徒與警方衝突時序表（页面存档备份，存于），on.cc東網
- 旺角暴亂：9小時暴亂最激畫面 一片全面睇（页面存档备份，存于），on.cc東網
- 黑警武力清場後的旺角 (魚蛋革命)（页面存档备份，存于）
- 魚蛋變子彈的10小時 重組旺角黑夜那年初二 - 果燃台（页面存档备份，存于）